# Borne routière
 (25 juin 2017).
Une borne routière, ou borne kilométrique, est un élément signalétique placé régulièrement en bordure de route et destiné à identifier la route concernée et à y indiquer les distances, le plus souvent vers les localités voisines. 
Les premières bornes routières que l'on connaisse sont les bornes milliaires qui jalonnaient les voies romaines[réf. souhaitée].
En France, les bornes routières équipent les anciens réseaux nationaux, les réseaux départementaux et autoroutiers. Elles sont entrées dans le langage familier comme synonyme de kilomètre parcouru, parfois à tort, car elles ne tiennent pas toujours compte des derniers aménagements et tracés routiers et n'indiquent pas nécessairement des distances kilométriques exactes. Au fil des années, elles deviennent des points de localisation plus que des points kilométriques exacts.
Au Royaume-Uni, certaines bornes routières sont classées monument historique.

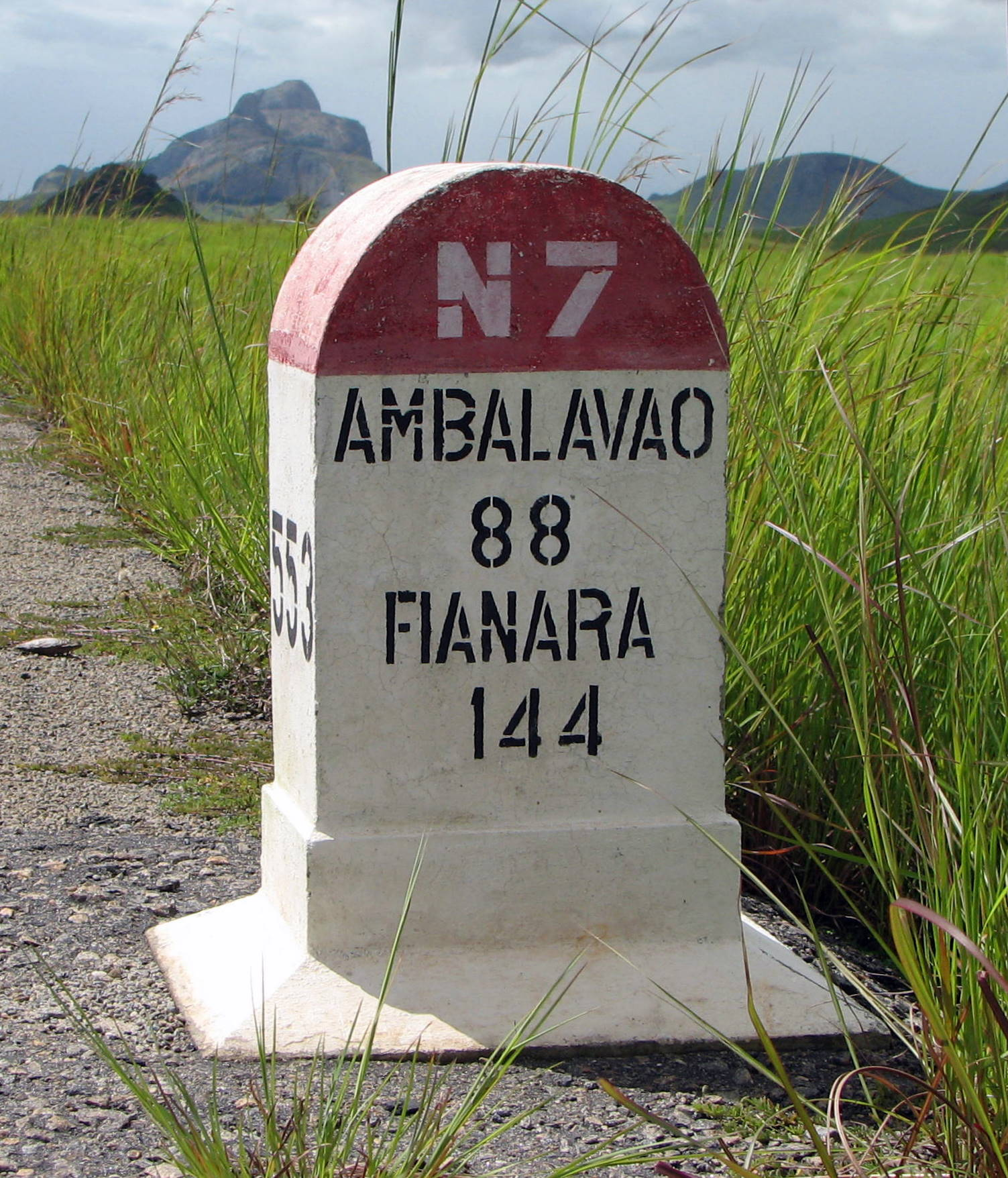
Borne kilométrique à Madagascar (ancien type français en pierre).

## Historique du bornage

### En Allemagne

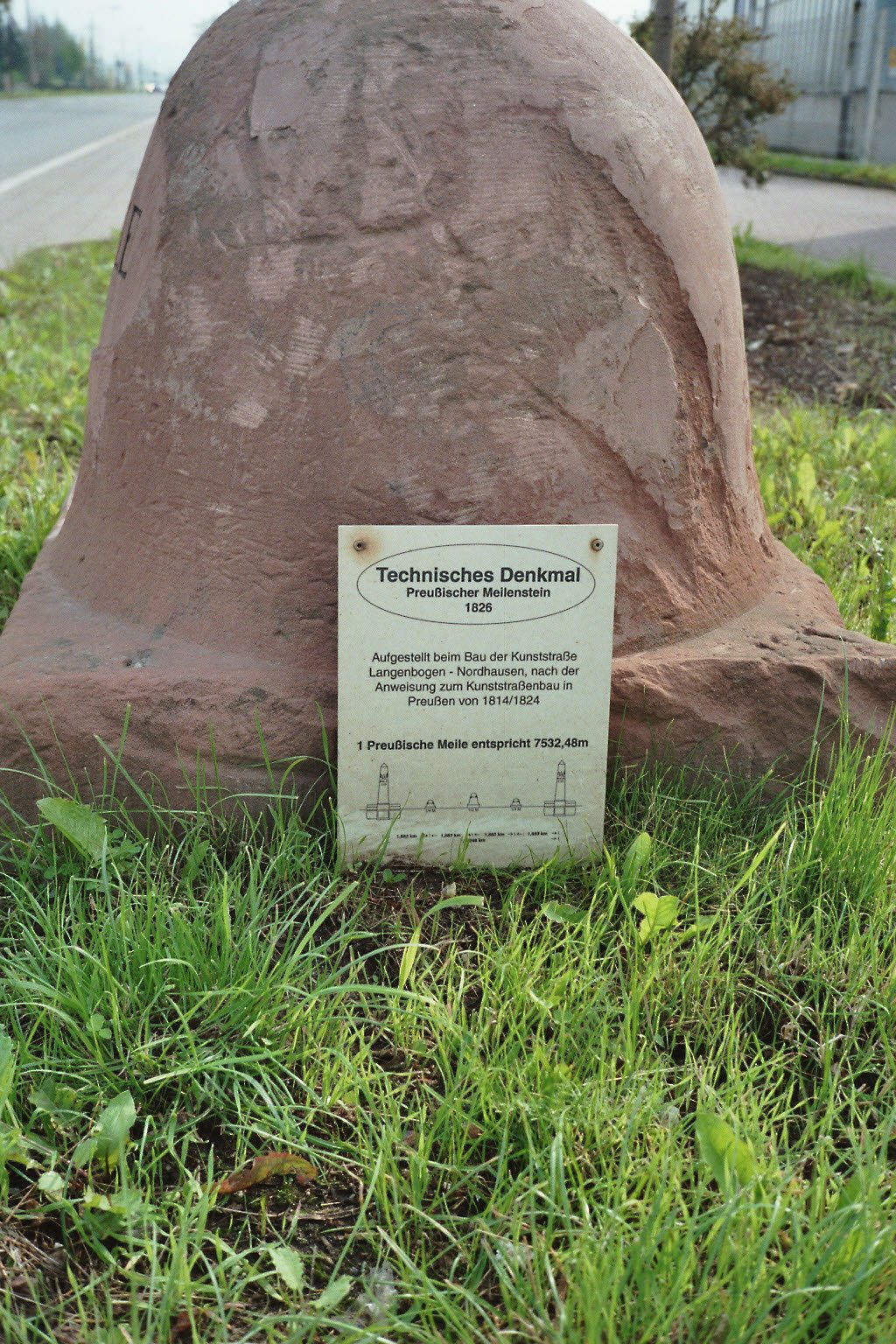
Borne prussienne, monument technique.
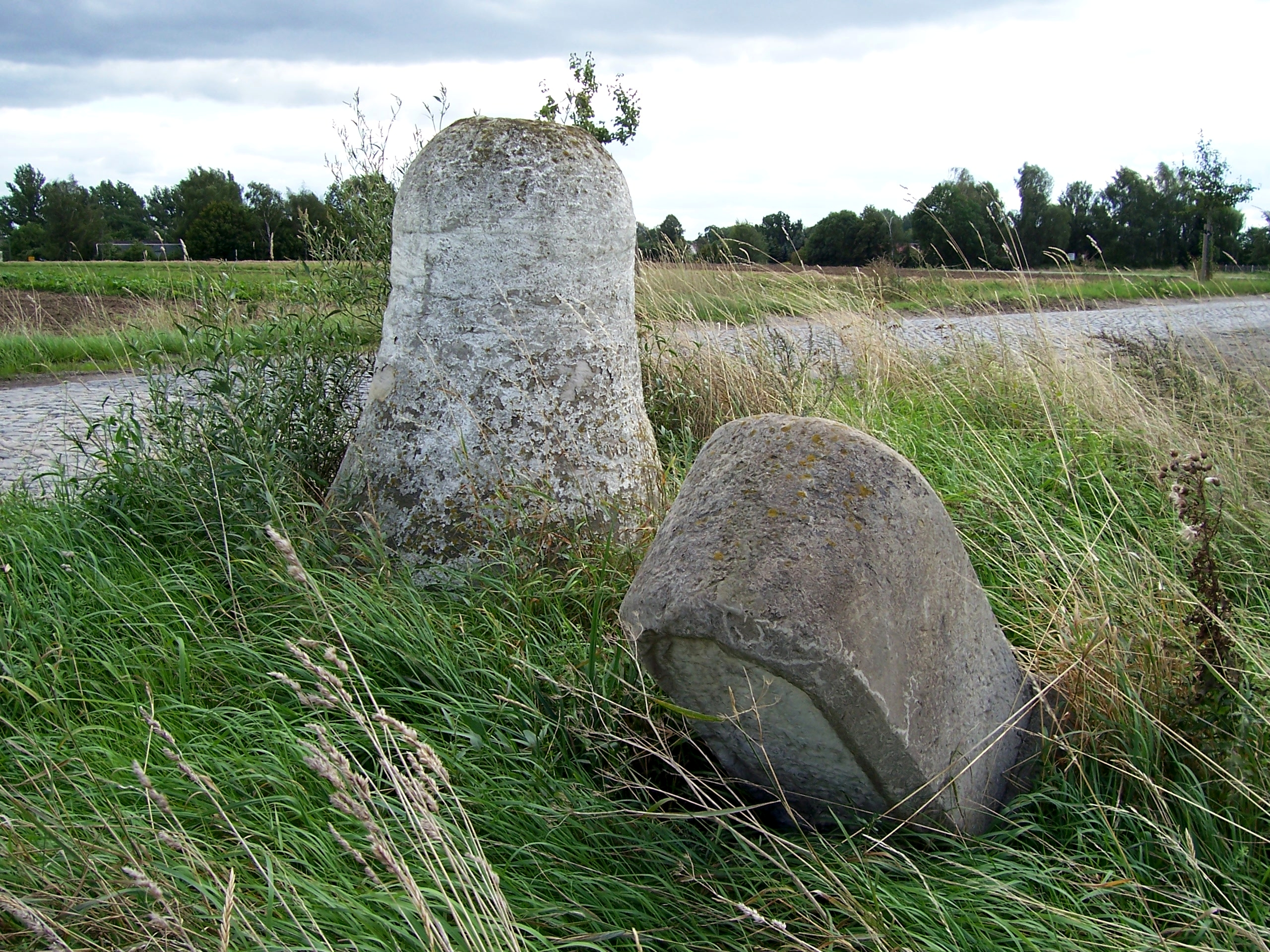
Bornes prussienne et saxonne.
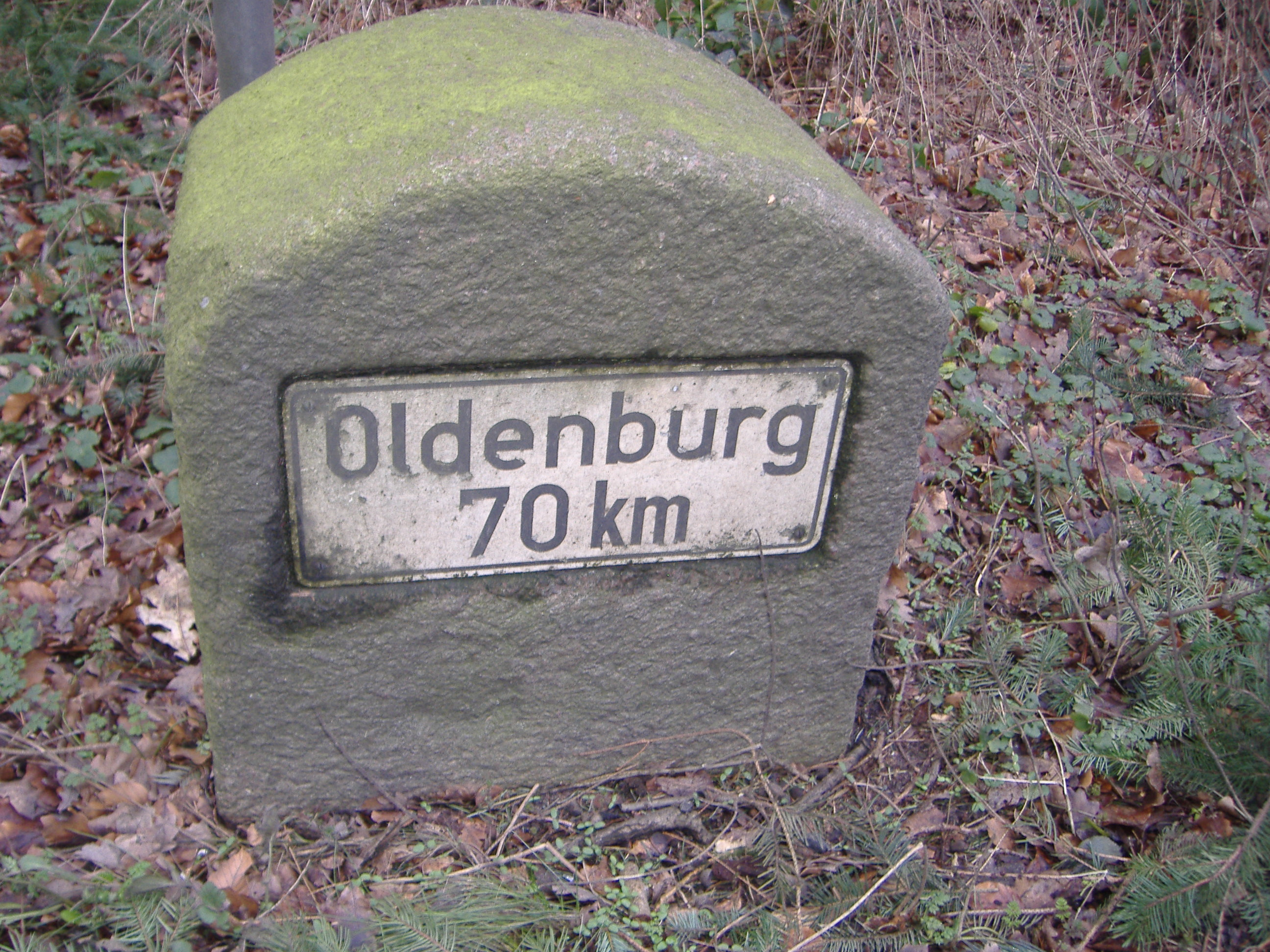
Ancienne borne de pierre, dans le Nord de l'Allemagne.

### En Belgique

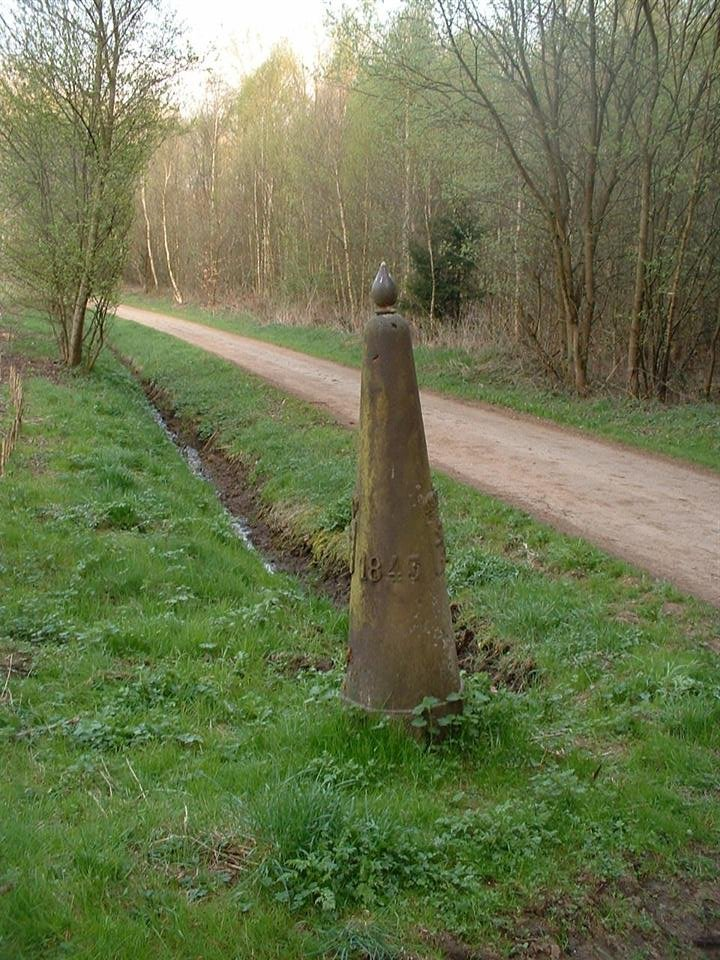
Série de borne de 1843, pour Oberpallen (L) et Tontelange (B).
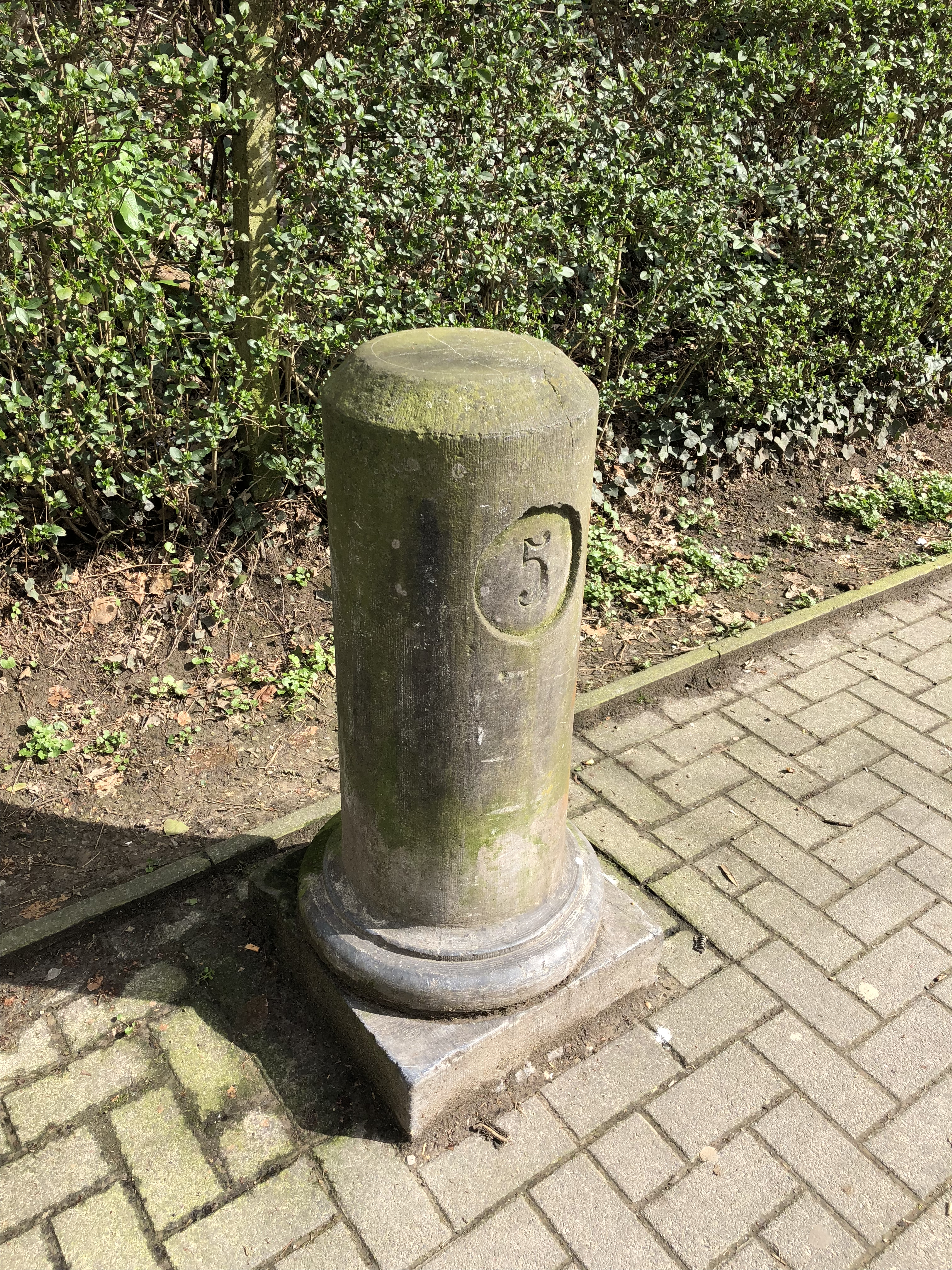
Ancienne borne de la chaussée de Waterloo à Uccle en Belgique
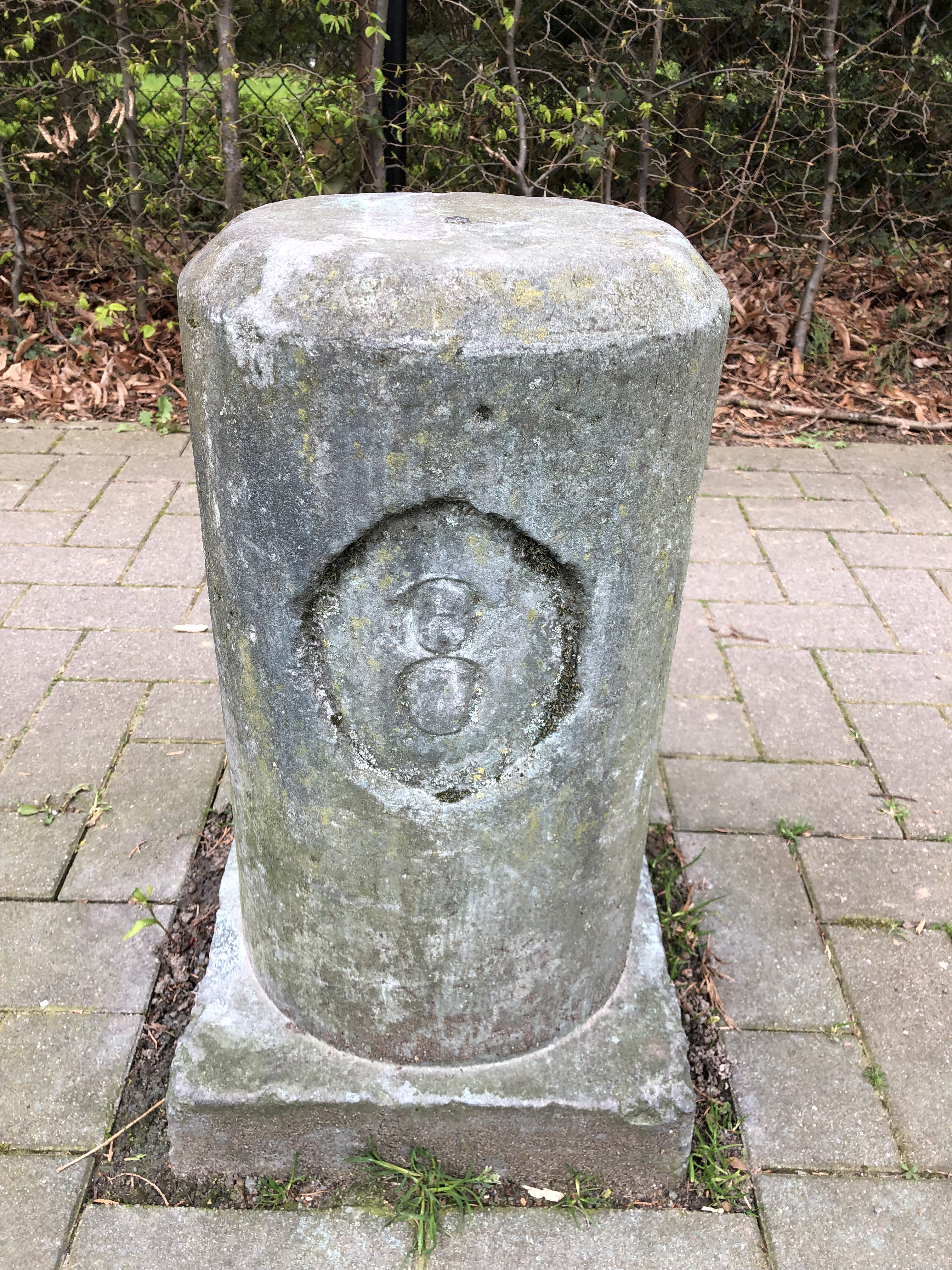
Ancienne borne de la chaussée de Waterloo à Uccle en Belgique

### Aux États-Unis

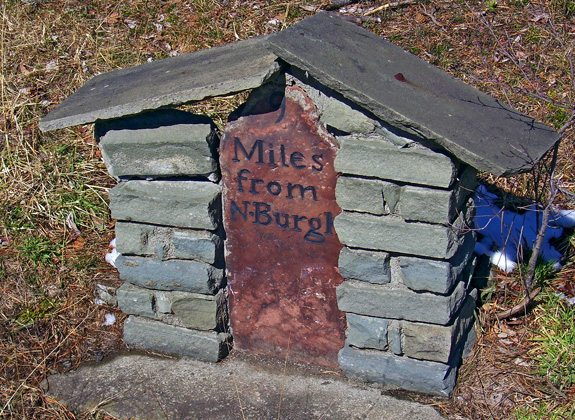
Borne ancienne à Montgomery (New York)

### En France

#### Bornes royales
Sous Louis XV, à partir de 1745, des bornes en pierre de 1,30 m de haut sont mises en place sur les routes royales. Elles sont ornées d'une fleur de lys en bas-relief dans un cartouche ovale, au-dessus duquel est mentionnée une distance. C'est la distance en milliers de toises depuis le point zéro situé sur le parvis de Notre-Dame de Paris. Ces bornes sont implantées toutes les mille toises, soit à l'intervalle d'une demi-lieue (lieue de Paris) ou environ 1 949 m. C'est pourquoi, elles sont appelées à l'époque et encore aujourd'hui, bornes milliaires. La plupart des bornes sont des monolithes, réalisés avec la pierre locale, calcaire, grès ou granit. Généralement, elles sont de forme cylindrique ou bien tronconique, et reposent sur une base carrée pour l'ancrage au sol. Le chant supérieur de la base est parfois relevé d'une moulure simple ou en astragale. 
Les bornes sont toujours disposées sur le côté gauche de la route, lorsque l'on tourne le dos à Paris, afin de tenir compte de la position du postillon, qui chevauchait le cheval situé à gauche de l'attelage.
Les fleurs de lys ont fréquemment été martelées à la Révolution, quelquefois remplacées par des symboles républicains comme le bonnet phrygien.
Sur la route vers Esternay (Marne) par exemple, vingt-deux bornes existent encore aujourd'hui.

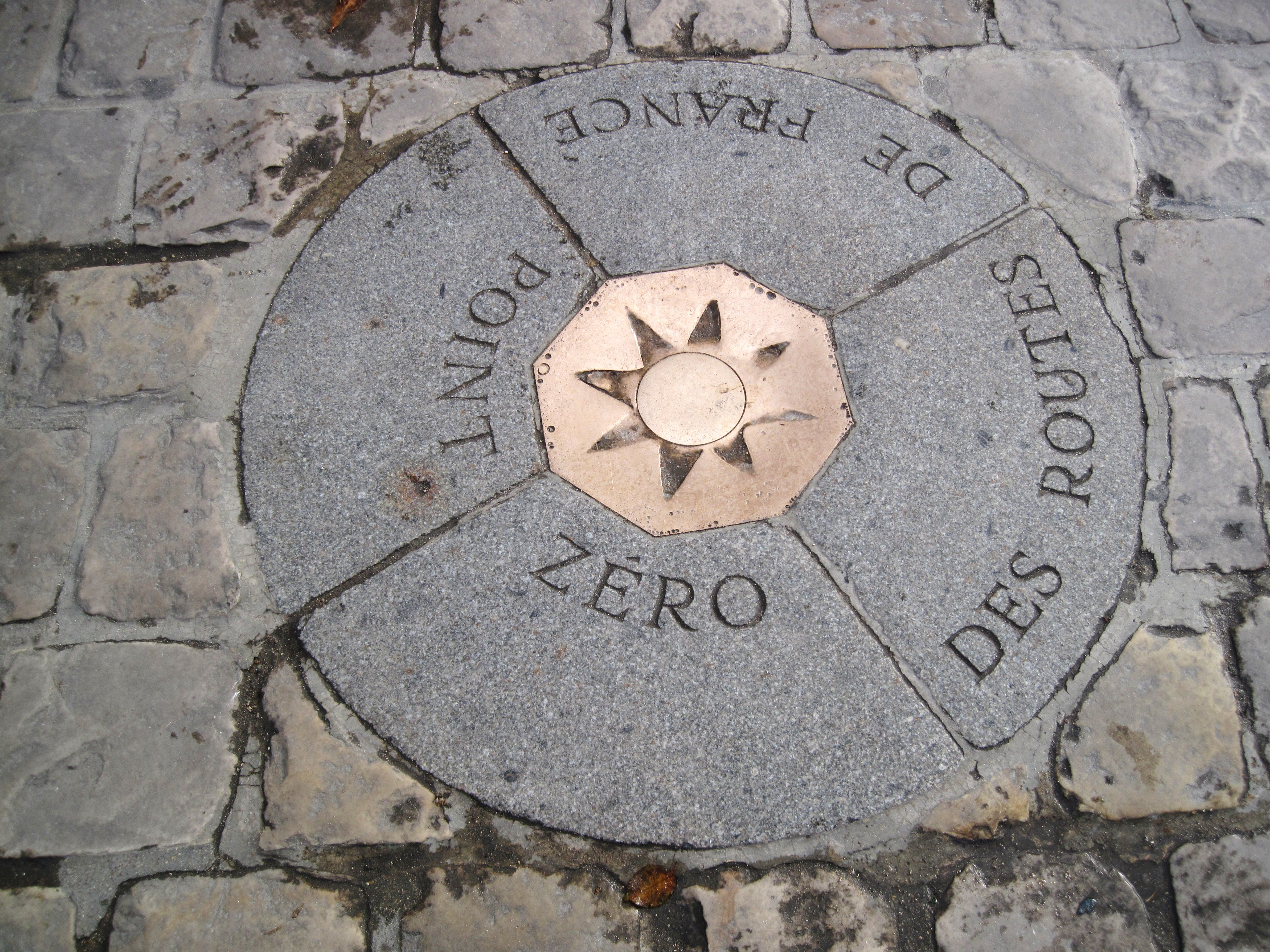
Rosace, actuel point zéro des routes de France sur le parvis de Notre-Dame de Paris depuis 1924.
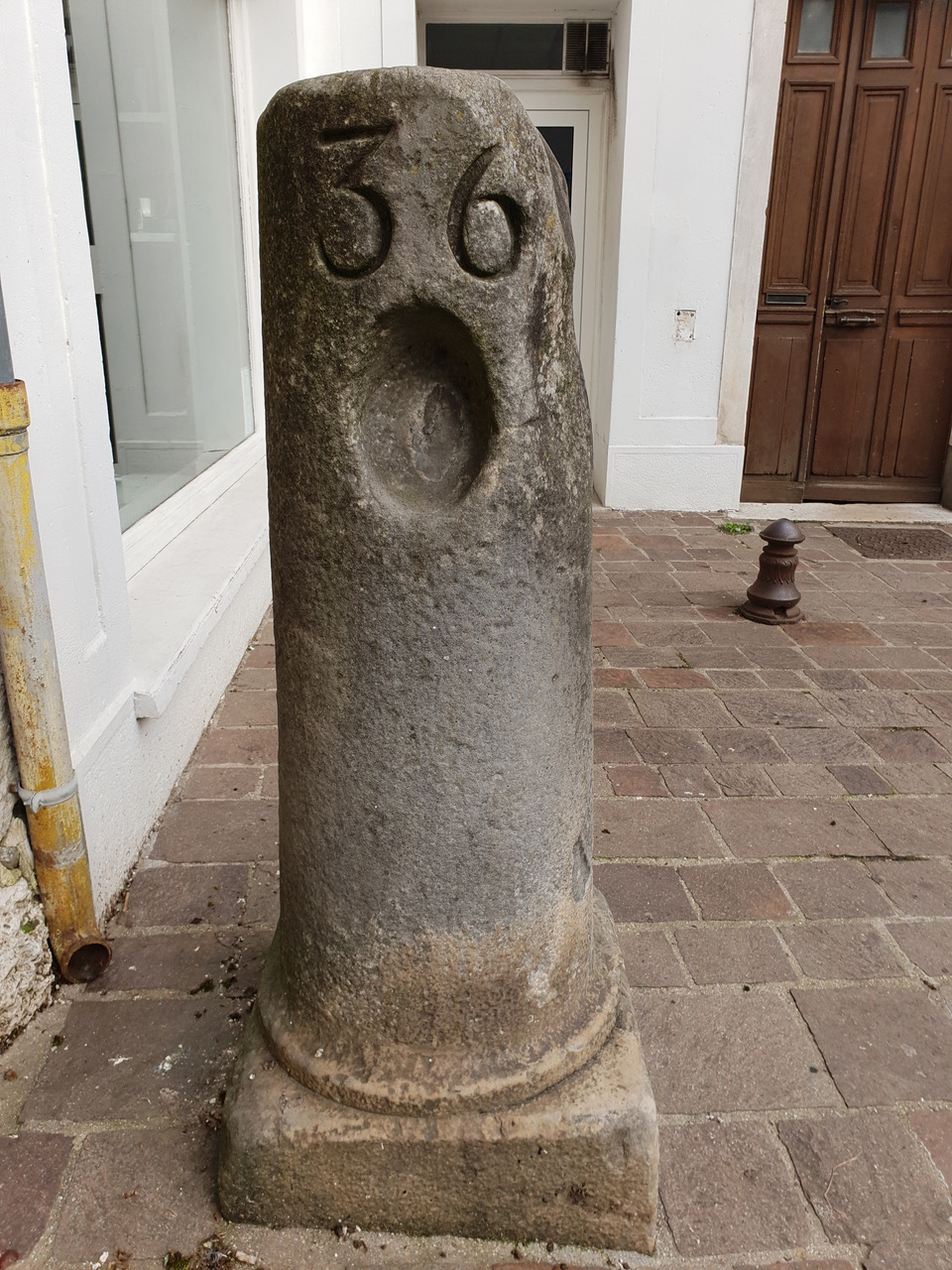
Borne royale 36 à Moret-sur-Loing. La fleur de lys a été martelée à la Révolution.
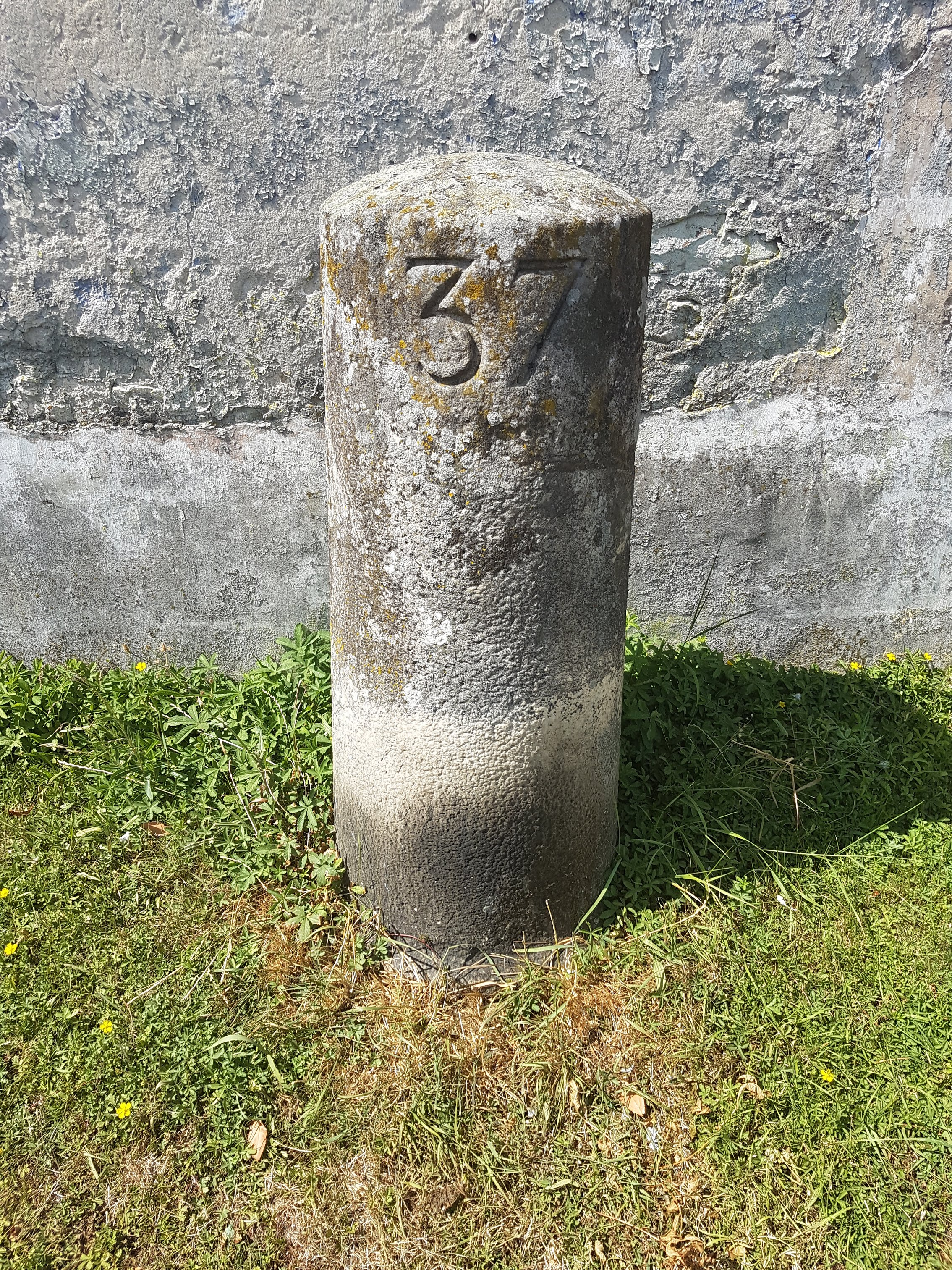
Borne fleurdelysée à Maison-Rouge.
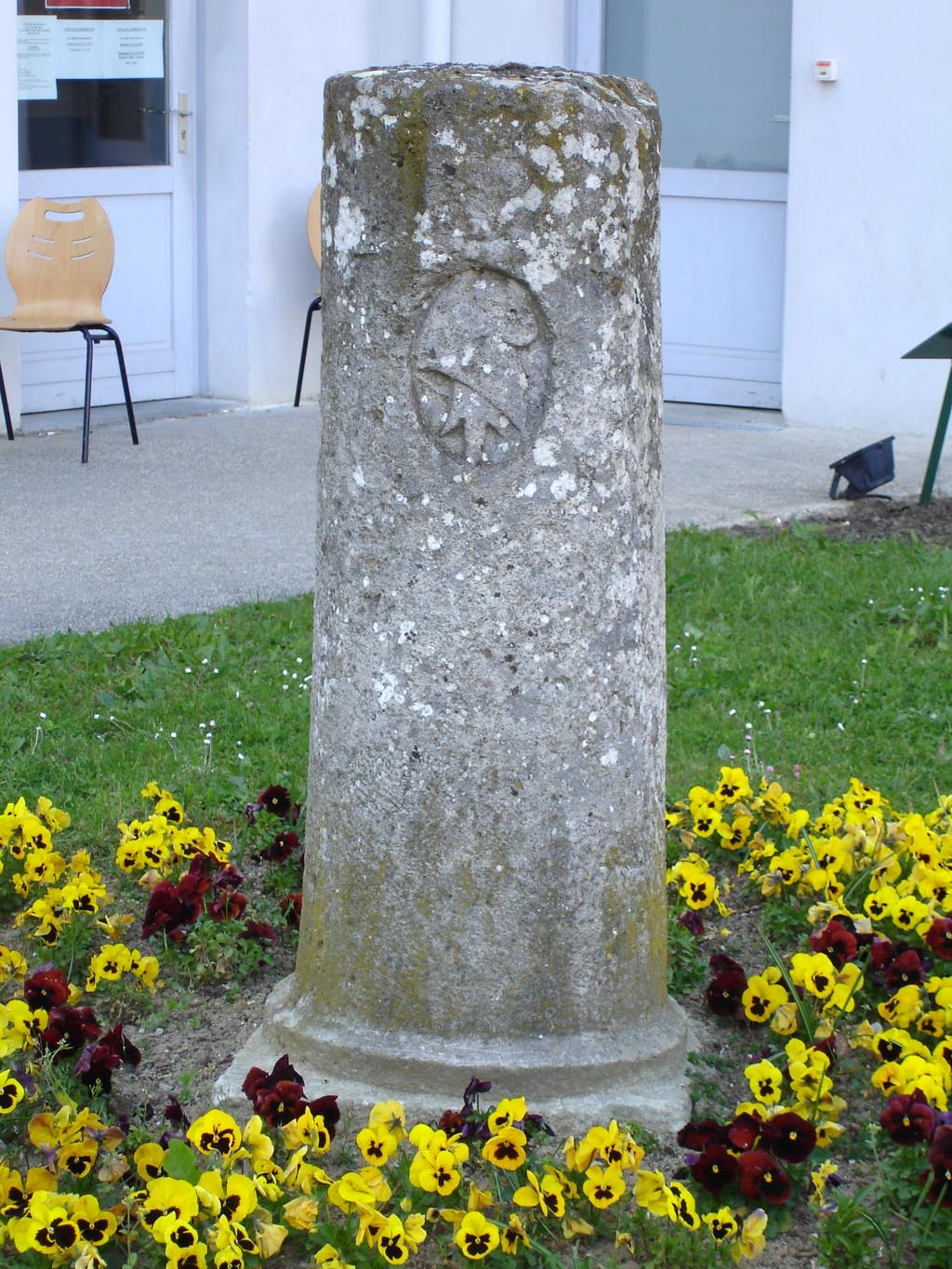
Borne de Mortières, à Tremblay-en-France : le bonnet phrygien remplace la fleur de lys.
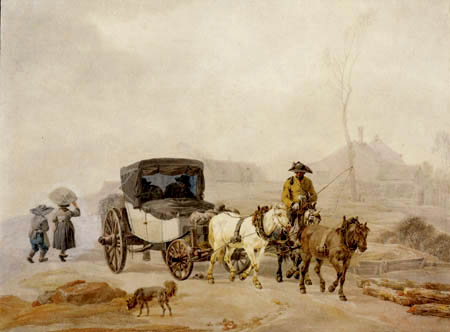
Postillon à gauche de l'attelage avec une calèche, 1798.

#### Après la Révolution
Dès la Révolution, les grandes routes construites au XVIIIe siècle ont été marquées sur la base du kilomètre sur le modèle des bornes milliaires romaines. Elles s'élevaient à un mètre environ du sol et leur sommet était peint en rouge afin d'être visible. 
Ce bornage de kilomètre en kilomètre a été complété par des bornes hectométriques, dans les intervalles entre deux bornes kilométriques. Ces bornes intermédiaires étaient généralement constituées d'une pierre rectangulaire simplement numérotée, scellée sur le bord de la route. Une borne numérotée 5 était donc située à 500 m de deux bornes kilométriques. Neuf bornes hectométriques numérotées de 1 à 9 se succédaient ainsi entre deux bornes kilométriques. De nos jours, ce système n'est en général plus maintenu, excepté sur certaines routes des Alpes-de-Haute-Provence et plus rarement encore sur certaines routes départementales peu fréquentées).
Dans les villes, les rues et les trottoirs trop étroits ne permettaient pas toujours de placer une borne. On se contentait alors de peindre la borne sur le mur, comme à Ligugé (ci-dessous), sur la route départementale 86. On trouve le même type de bornage peint sur certains passages étroits de montagne.

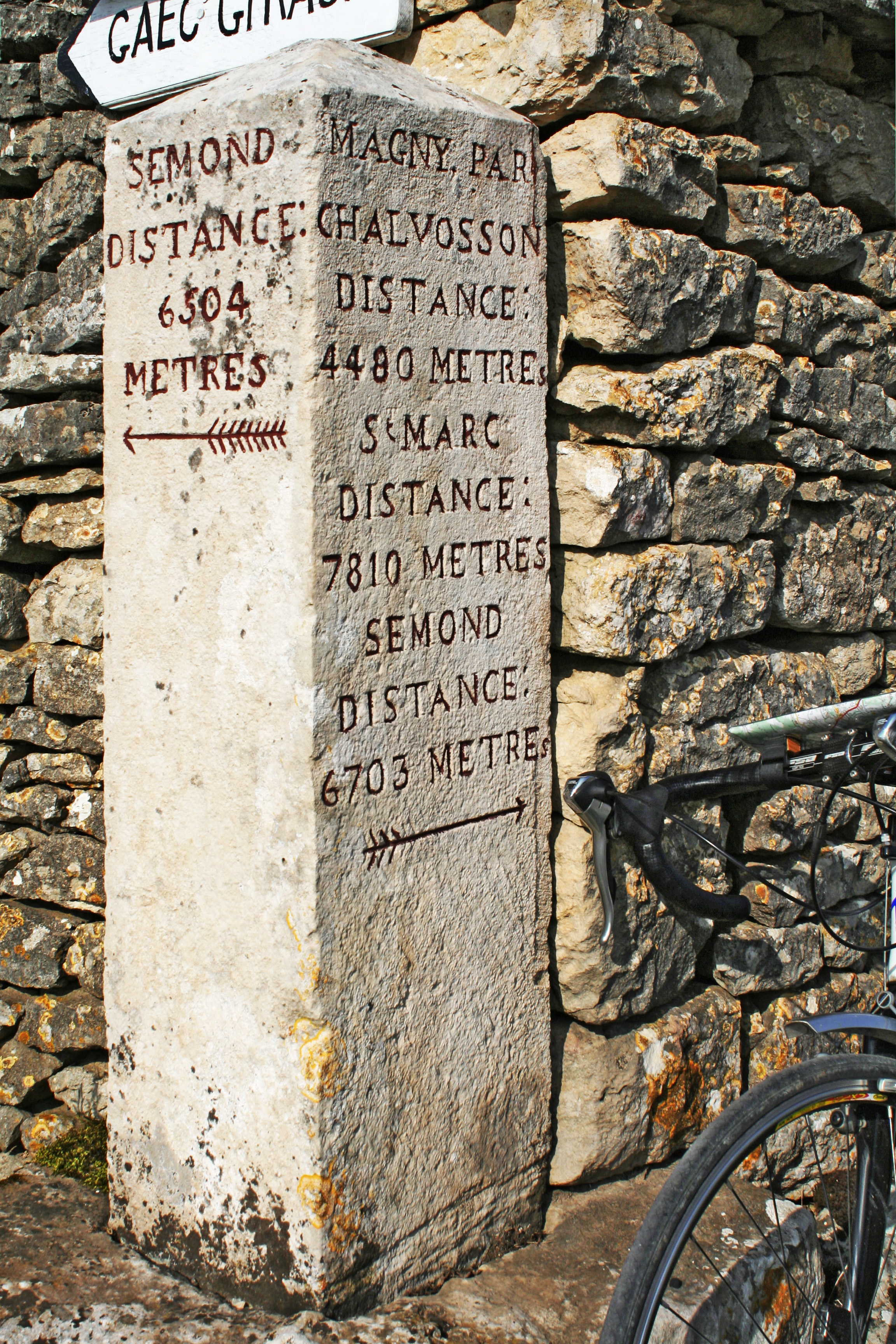
Borne métrique du XIXe en Côte-d'Or.
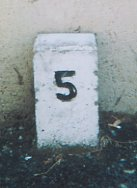
Borne hectométrique.
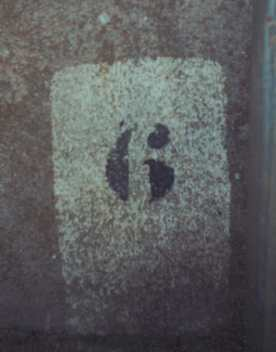
Borne peinte à Ligugé.
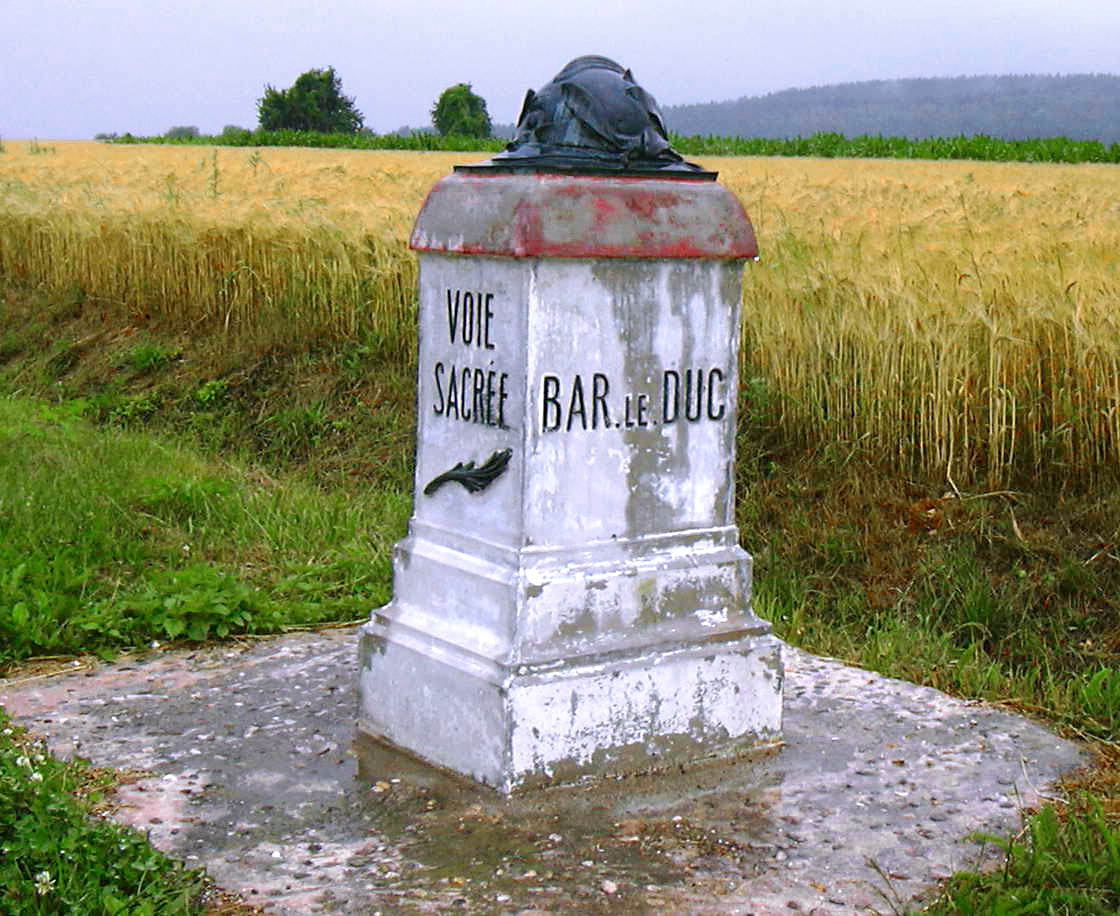
Borne de la Voie Sacrée, entre Verdun et Bar-le-Duc.
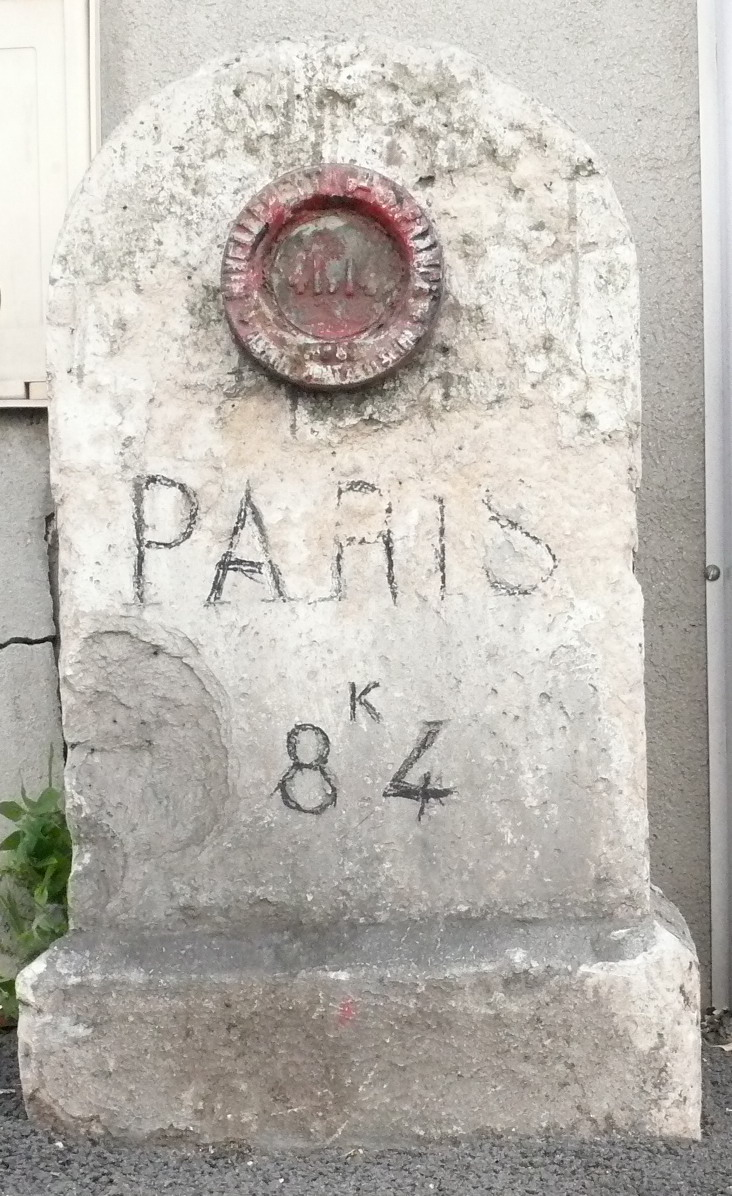
Borne ancienne de la RN301 à Stains, avec un repère de nivellement.
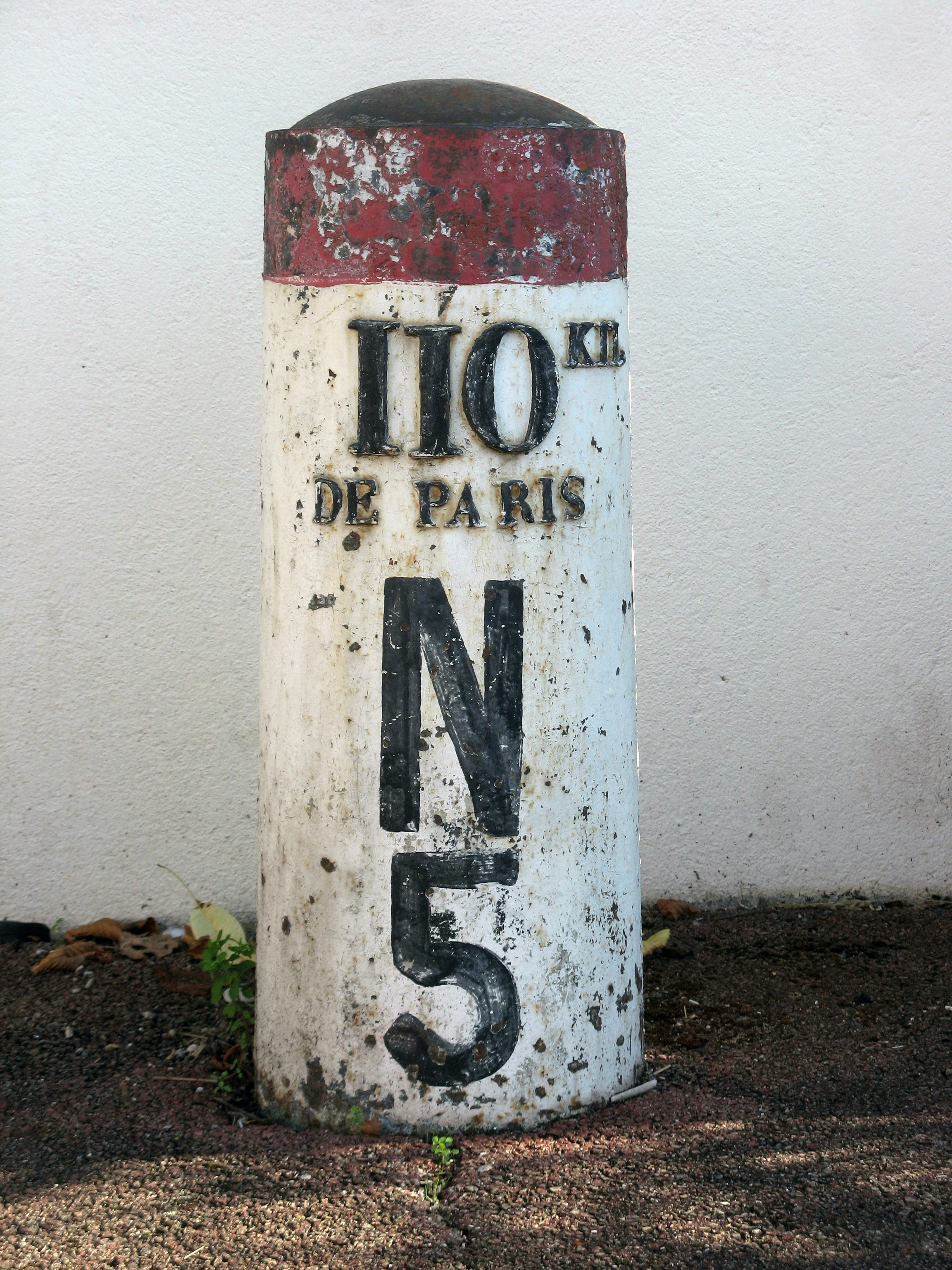
Borne de la nationale 5
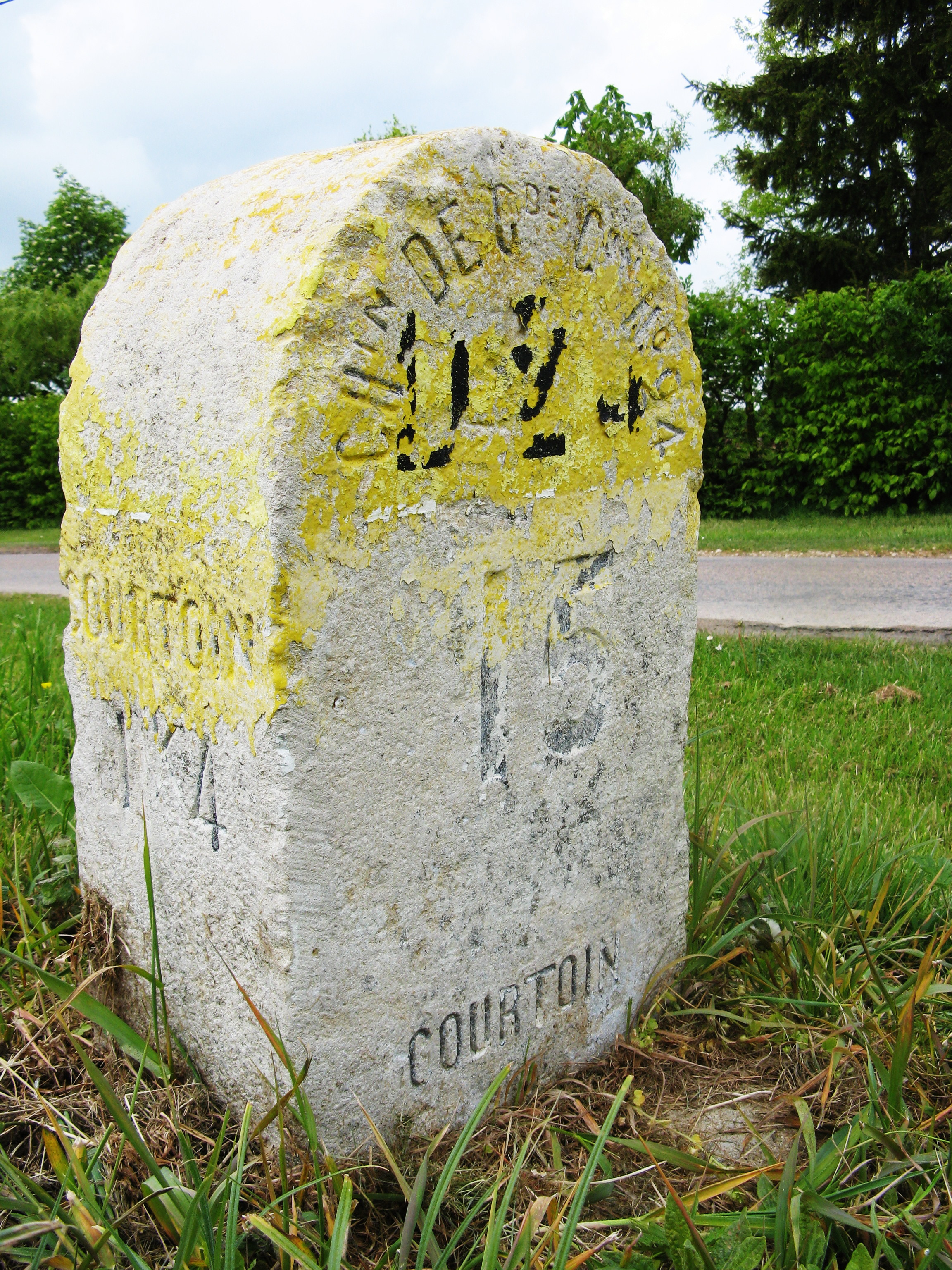
Borne kilométrique d'un chemin de grande communication.
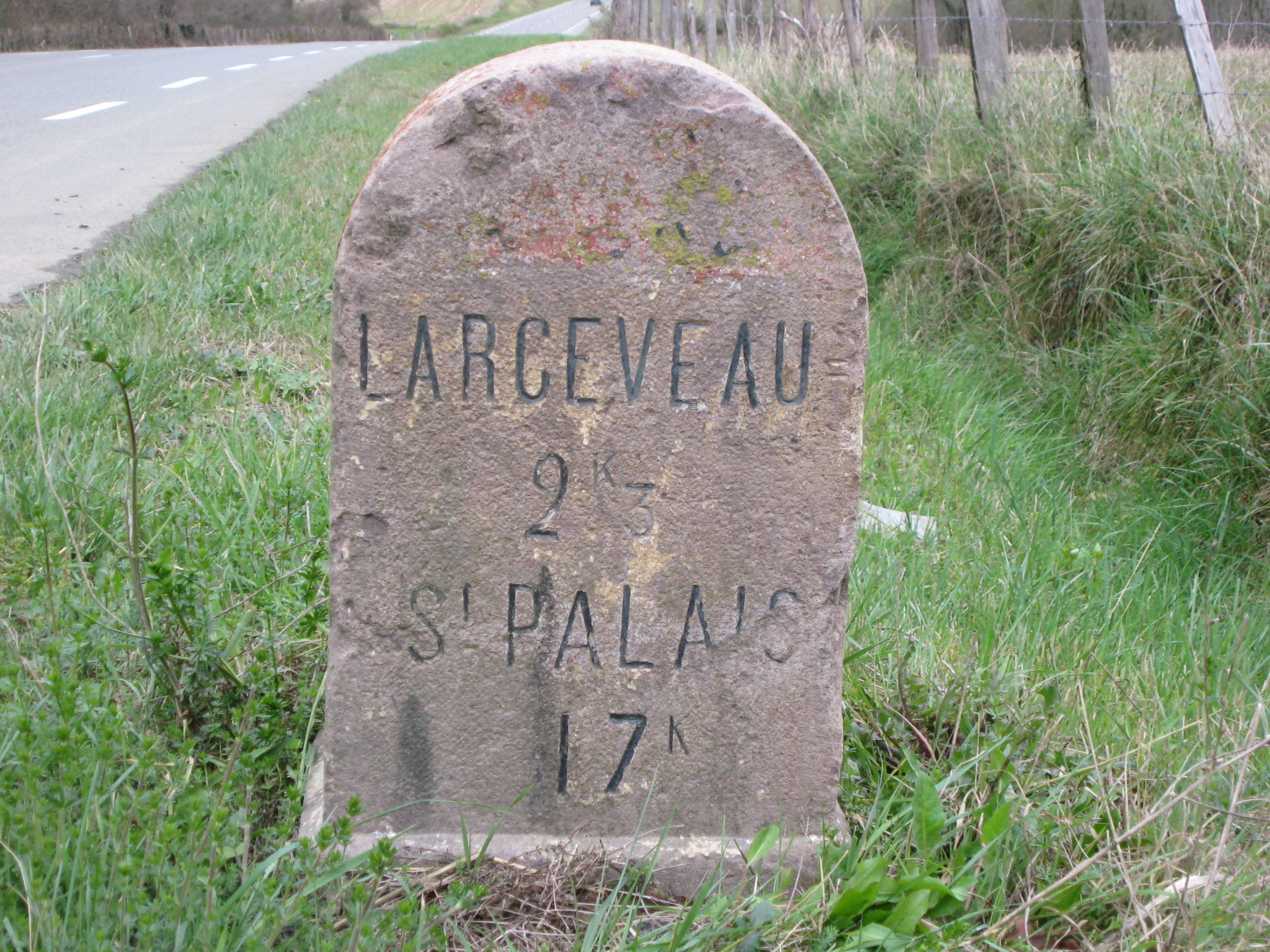
Belle borne de pierre, 1re moitié du XXe siècle, dans les Pyrénées-Atlantiques.
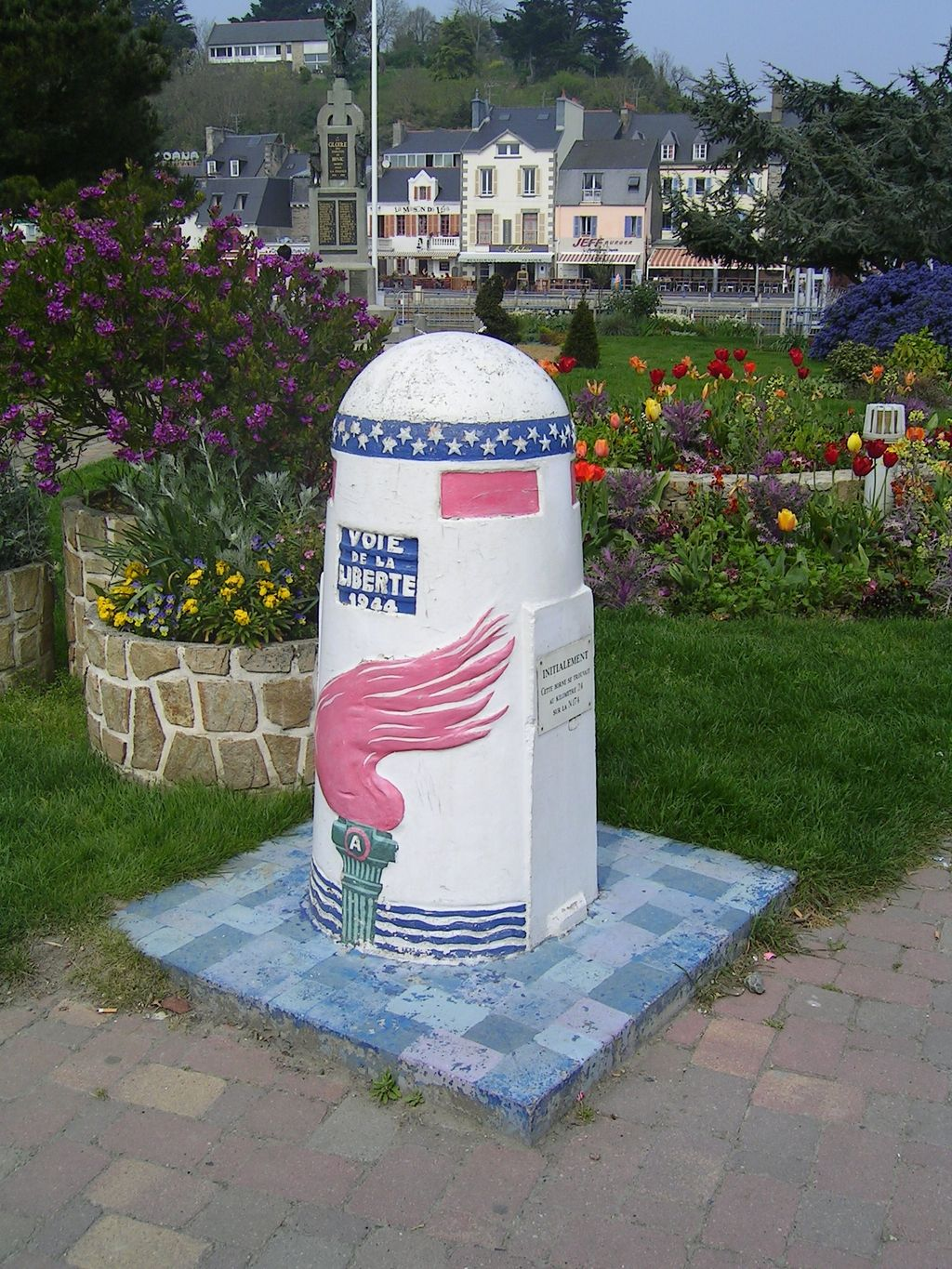
Borne de la Voie de la Liberté, à Binic.
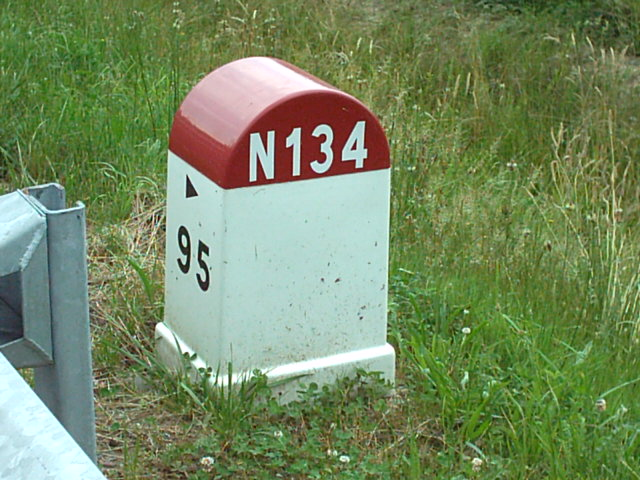
Borne actuelle de route nationale posée en 2009 à proximité d'Accous, dans les Pyrénées-Atlantiques.
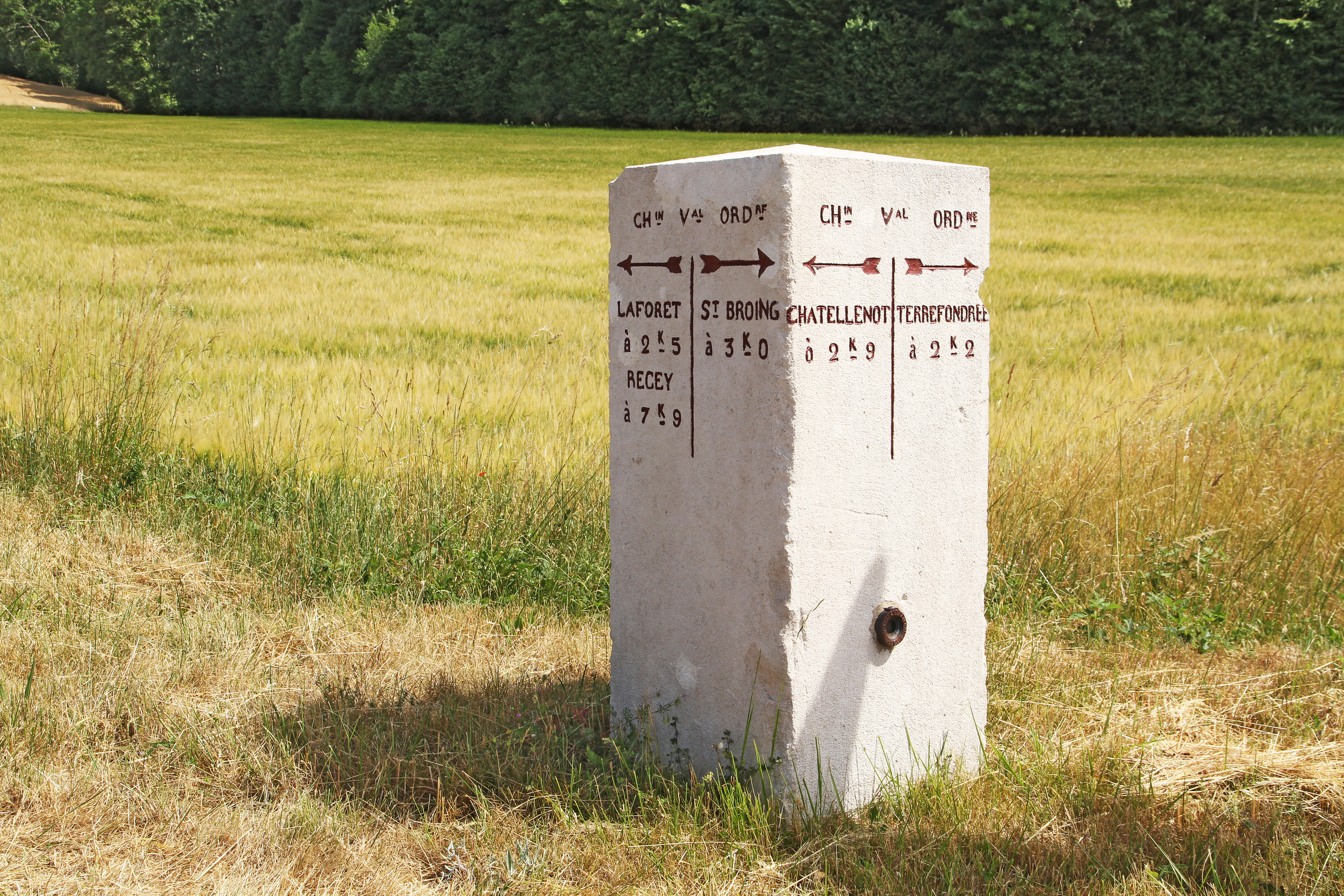
Borne vicinale en Côte-d'Or, avec un repère de nivellement.
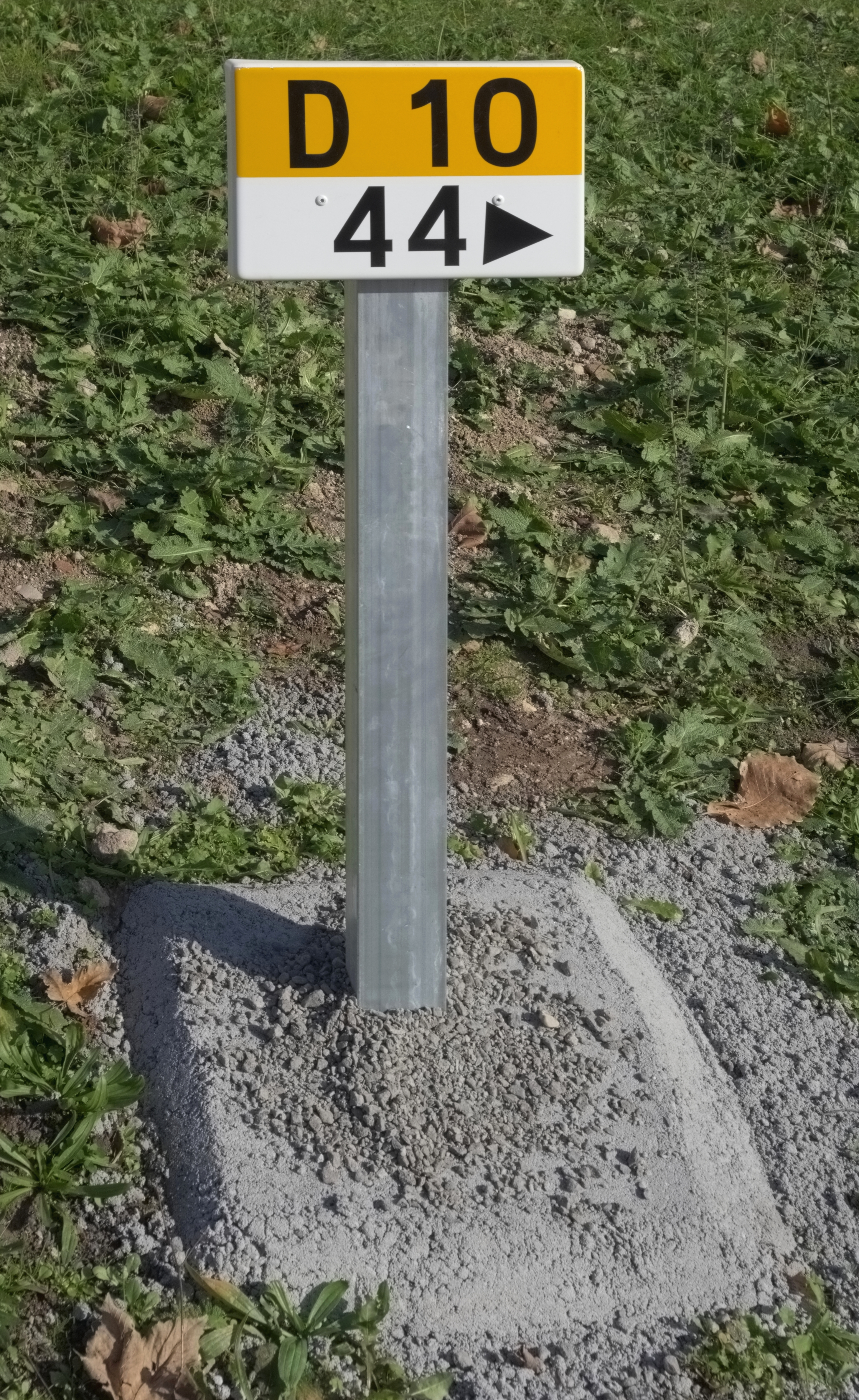
Panneau remplaçant (2012) une borne sur la D 10 à Montmoreau-St-Cybard, Charente.
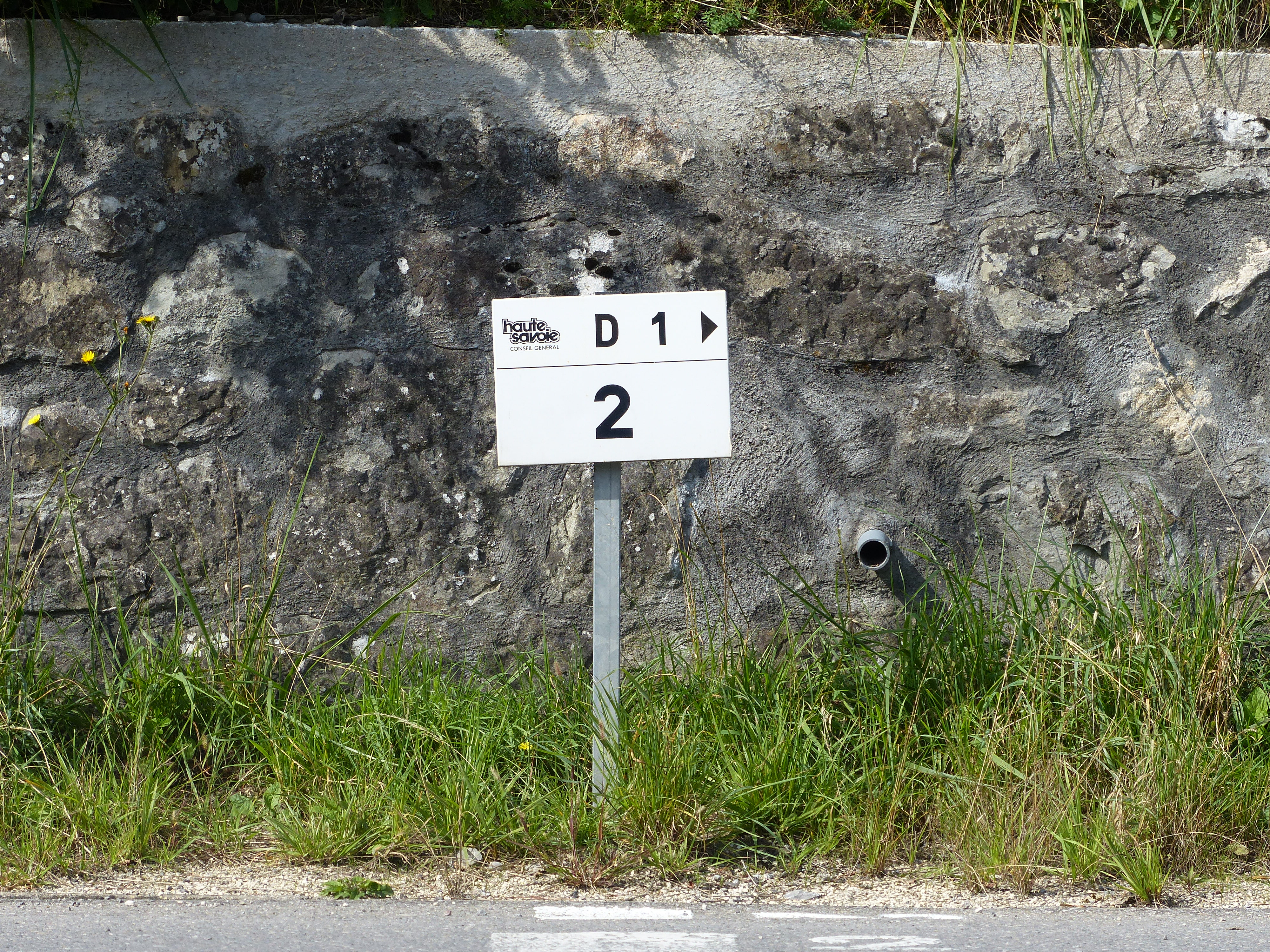
Panneau kilométrique, km 2 de la route départementale 1 en Haute-Savoie.

#### Numérotage des routes

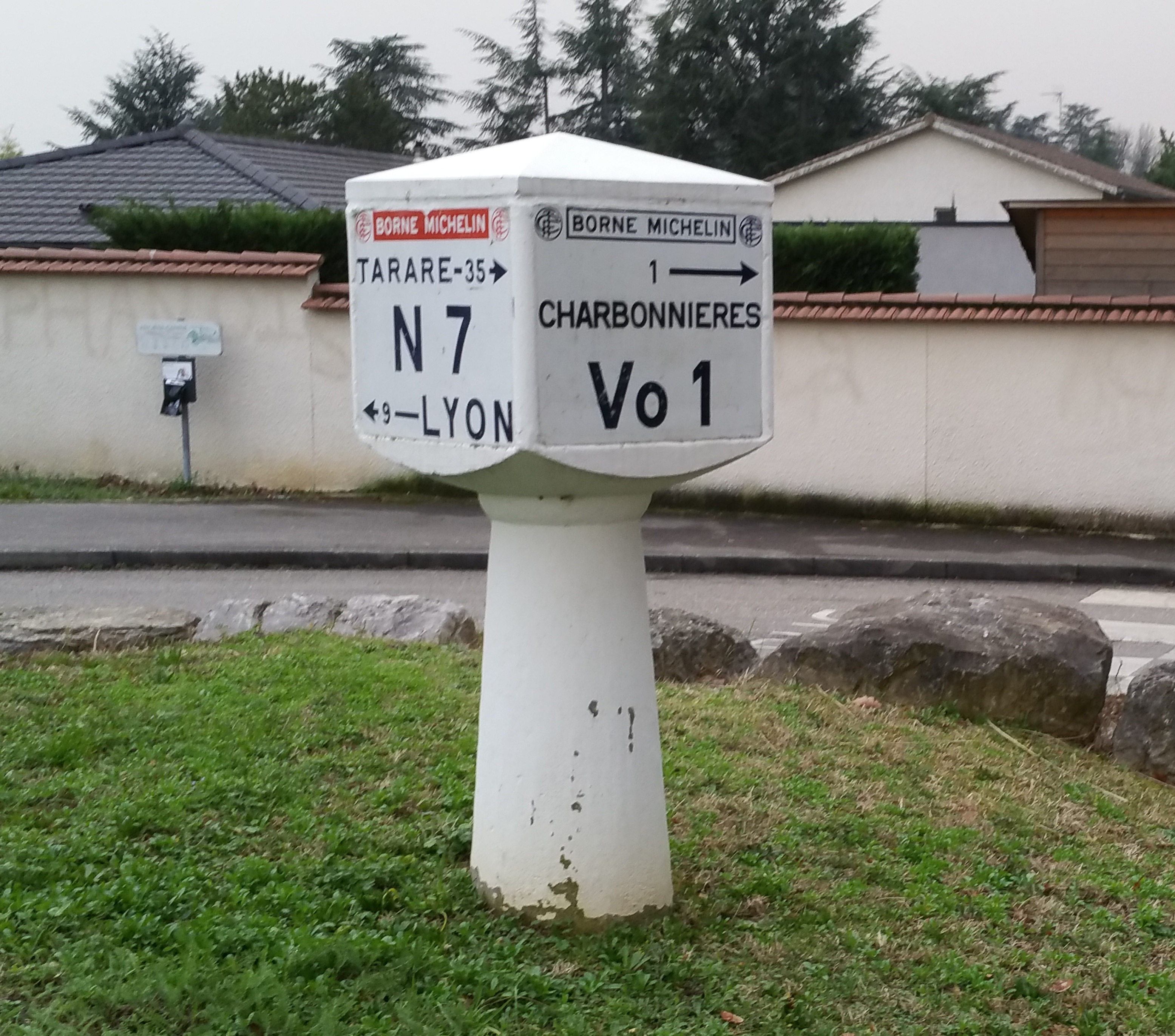
Borne Michelin restaurée par l'association Charbonnières Hier et Aujourd'hui Groupe de Recherche Historique en 2018

À partir de 1910, Michelin propose aux villages qui le souhaitent des plaques à l'entrée et à la sortie pour inviter les automobilistes à ralentir. Ces plaques sont fabriquées en lave de Volvic émaillée. Environ 30 000 sont posées de 1910 à 1913.
Le 26 octobre 1912, sur le stand du salon de l'aéronautique, le patron de Michelin tend à Armand Fallières une pétition pour le numérotage des routes ; celui-ci, pensant signer le livre d'or, appose sa signature avec la mention « Président de la République »,[réf. incomplète]. La pétition reçoit 200 000 signatures après la sienne et est déposée le 28 novembre de cette même année dans la cour du ministère des Travaux Publics. La décision de jalonner les routes par numérotage est prise et débute alors l'installation de 360 bornes et plaques dans le Puy-de-Dôme. Michelin va offrir les panneaux ornant l'entrée des agglomérations qui mentionneront le numéro de la route. Sa société offre ainsi 300 000 plaques, qui forment dès lors autant de supports publicitaires de la marque au Bibendum dans les localités françaises.
Le 23 octobre 1927, le ministre des Transports publics et les représentants des ponts et chaussées confirment en présence d'André Michelin que les plaques ne se sont pas dégradées depuis leur installation, et choisissent parmi les différents modèles testés celui qui peut être déployé à l'échelle de la France. Le modèle reçoit une approbation officielle. Michelin offre les panneaux le long de la nationale 7, la route des vacances[réf. nécessaire].

#### Bornages spéciaux

##### Les panneaux PK sur autoroute
Grâce à la relative simplicité du tracé des autoroutes, des repères généralement sous forme de panneaux représentant une borne ou un indice de couleur blanche sur fond rectangulaire rouge sont utilisés. Les exploitants les appellent PK (points kilométriques) et précisent que l'intervalle est d'un kilomètre environ.

##### Les bornes de limite départementale

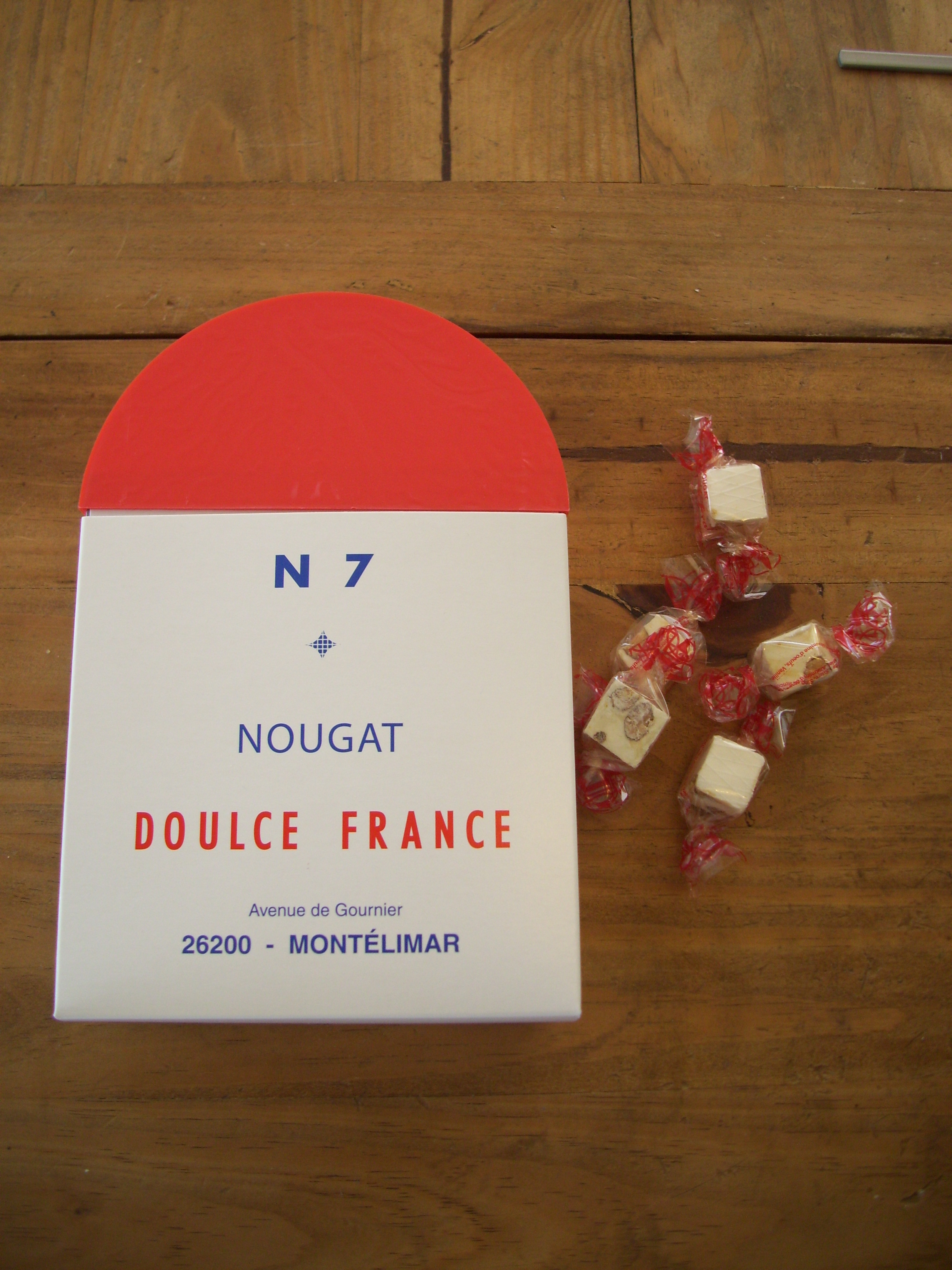
Nougat de Montélimar.

Chaque passage de limite de département est marqué d'une borne plus importante en taille, indiquant le nom des deux départements et les distances à parcourir pour rejoindre les villes les plus proches. Certaines possèdent l'indication de distance des villes les plus proches ou encore, en zone de montagne, l'altitude.
Différents modèles se sont succédé en fonction des années, et aussi des départements, pour le réseau intra-départemental. Les bornes courantes ont gardé la forme d'une borne en pierre mais sont fabriquées en plastique rigide. Les versions récentes se présentent sous forme d'un panneau plat conservant la forme arrondie du sommet, avec un revêtement réfléchissant qui les rend plus lisibles à la lumière des phares de voitures. Il existe également des plaquettes vissées sur un support dédié ou sur un mur, notamment en agglomération où la place est comptée. 
Le réseau national étant aujourd'hui en grande partie intégré aux réseaux départementaux, quelques capuchons rouges peuvent encore subsister sur ces bornes de limites de départements, au bord de routes départementales ; leur temps est toutefois compté, tout comme celui des bornes kilométriques rouges sur les routes nationales déclassées.

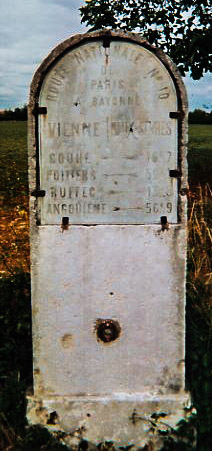
Borne du XIXe siècle d'1,92 m indiquant les distances.
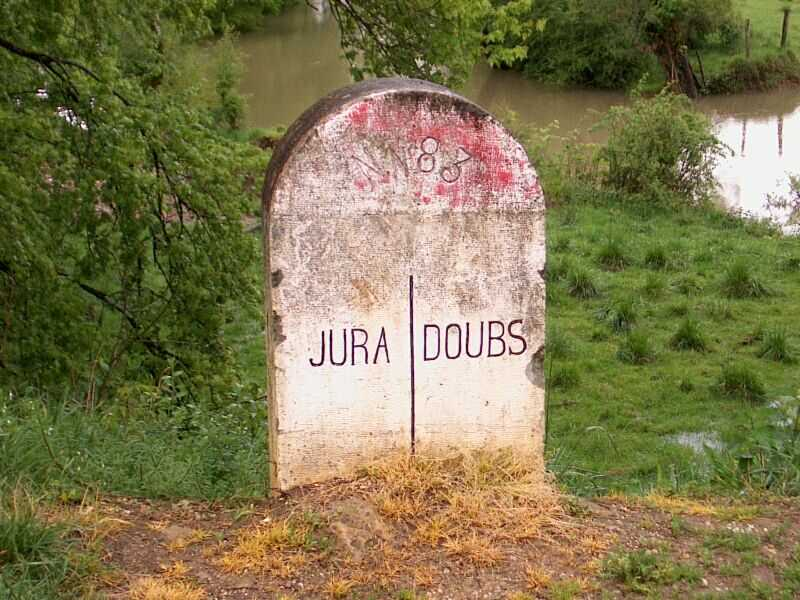
Borne en pierre, début XXe siècle.
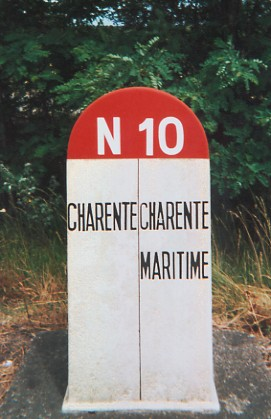
Borne en plastique, gardant le volume d'une borne de pierre.
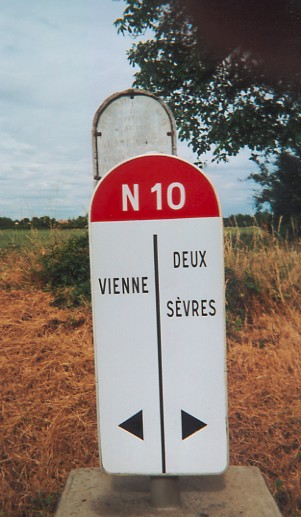
Borne dernier modèle, une plaque plate.
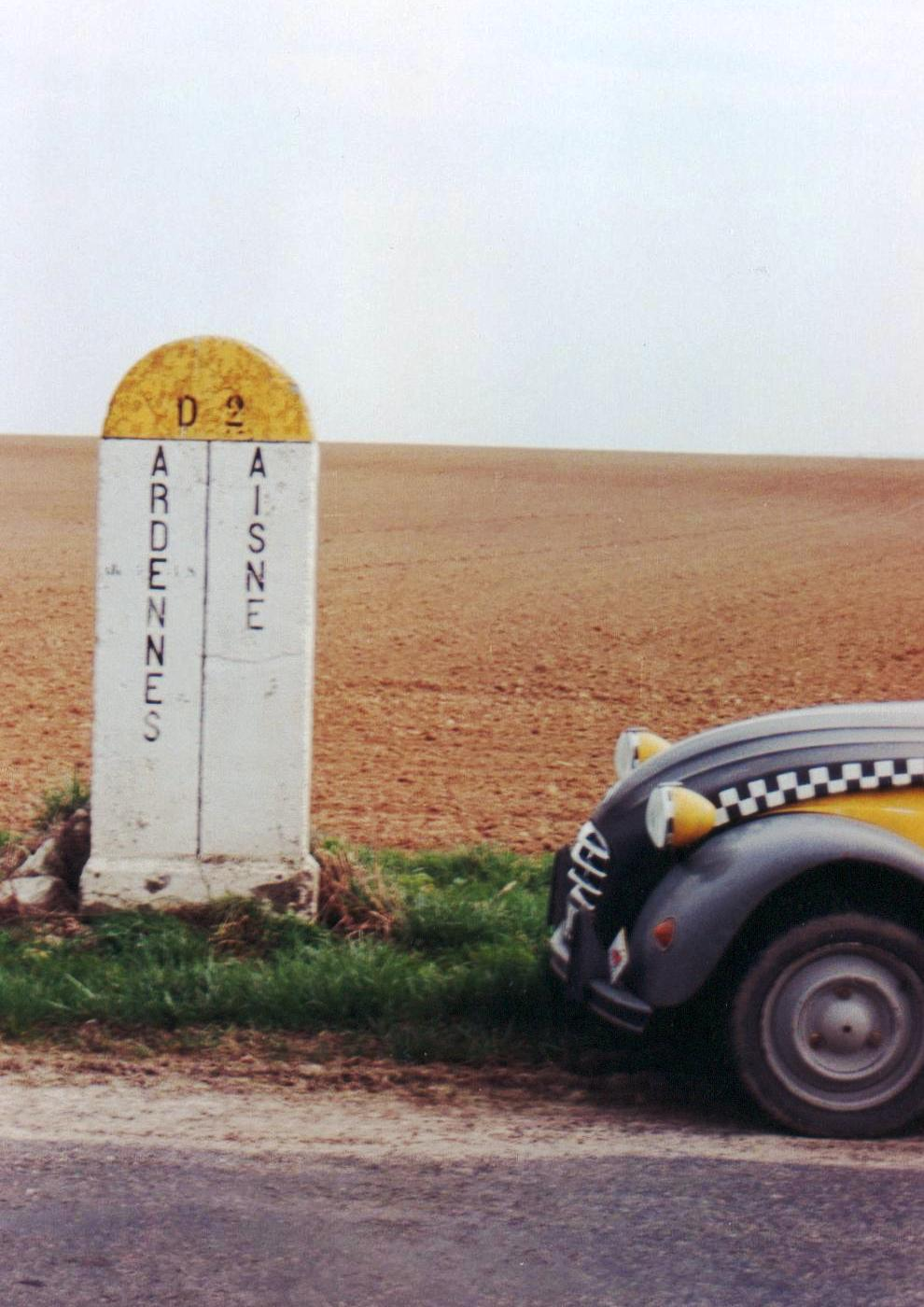
Borne en béton sur route départementale.
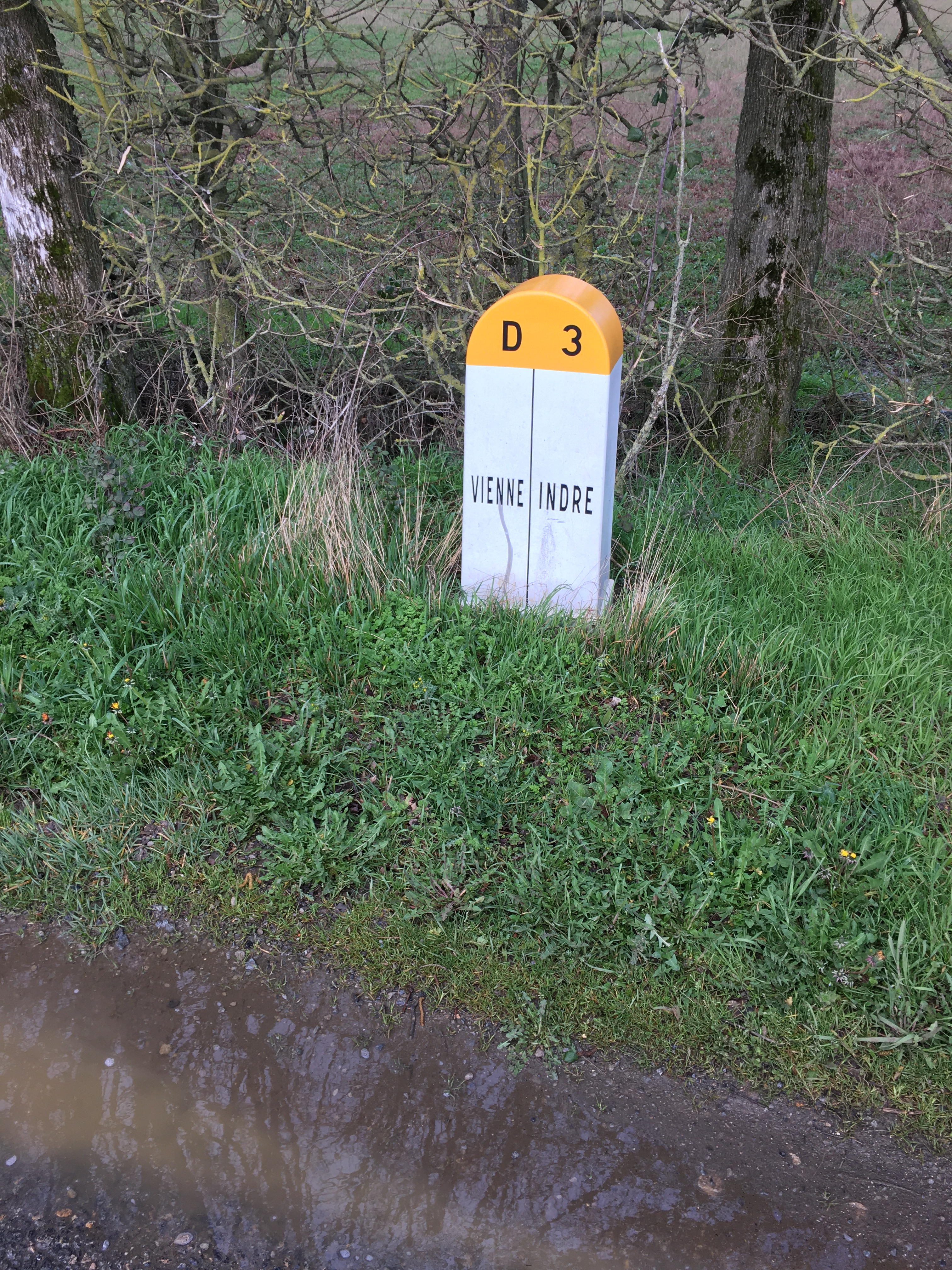

#### Produits dérivés
Les bornes routières ont inspiré divers produits et objets dérivés : le jeu de cartes des 1000 bornes (1954), les boîtes en carton en forme de bornes kilométriques N7 décorées en rouge et blanc dans lesquelles sont souvent livrés les nougats de Montélimar, ou les mini-bornes départementales commercialisées particulièrement appréciées par les randonneurs et cyclistes comme souvenirs des étapes de leurs circuits.

### Au Royaume-Uni

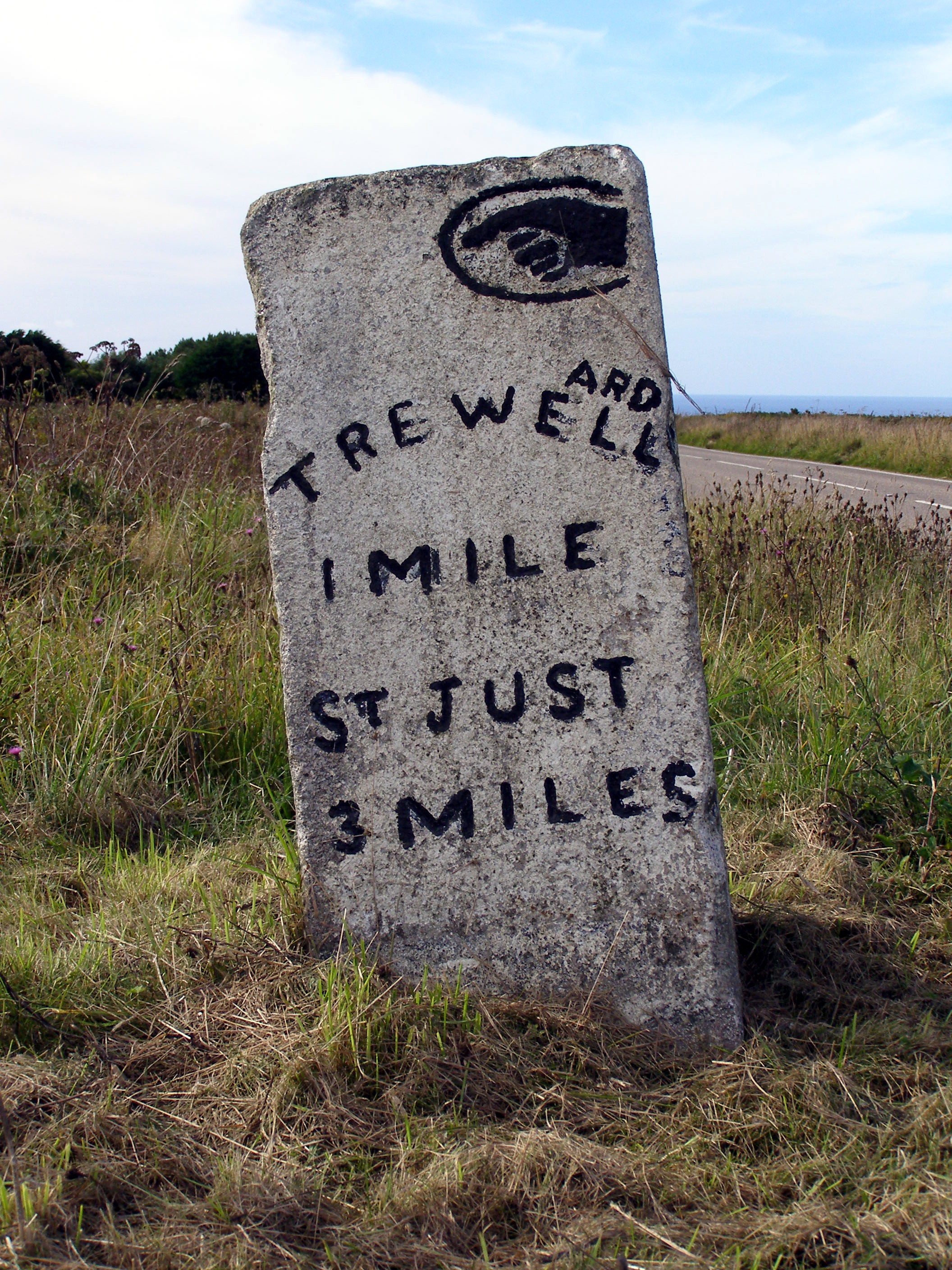
En Cornouailles

### En Inde

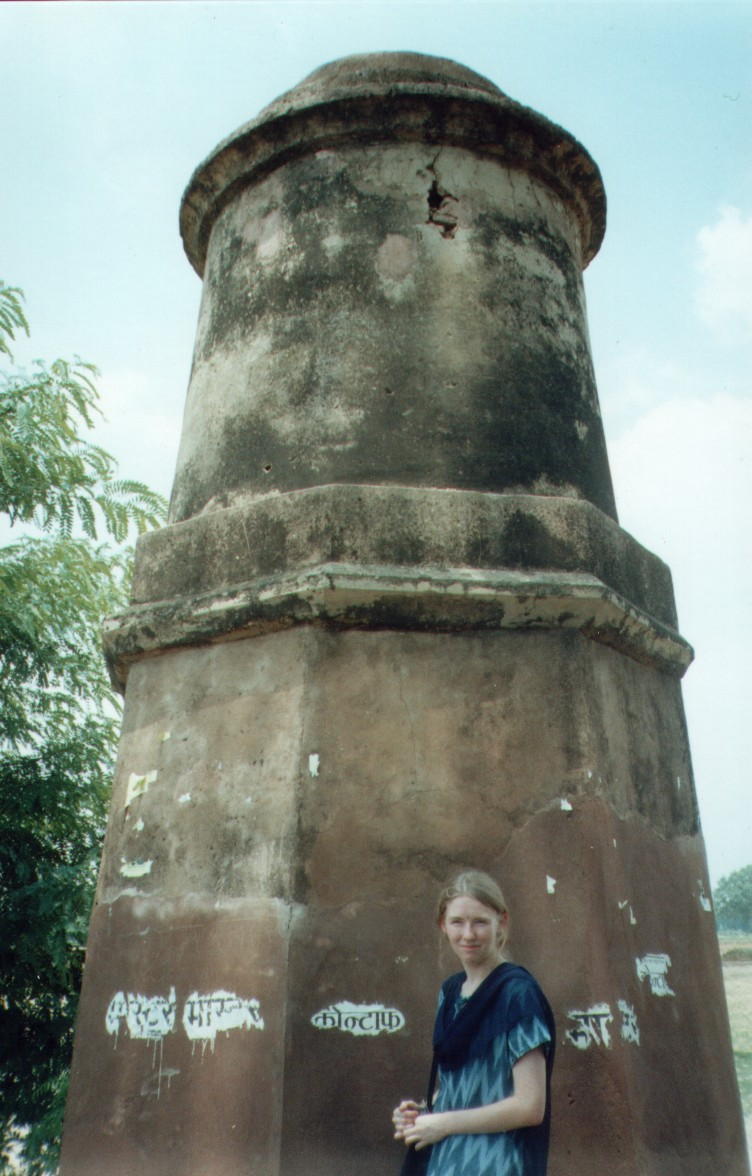
Borne routière des empereurs moghols, en Uttar Pradesh

### En Irlande

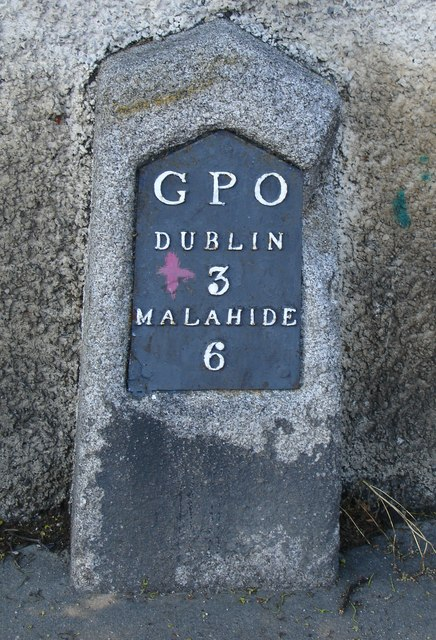
Borne routière entre Poste centrale de Dublin et le port de Howth
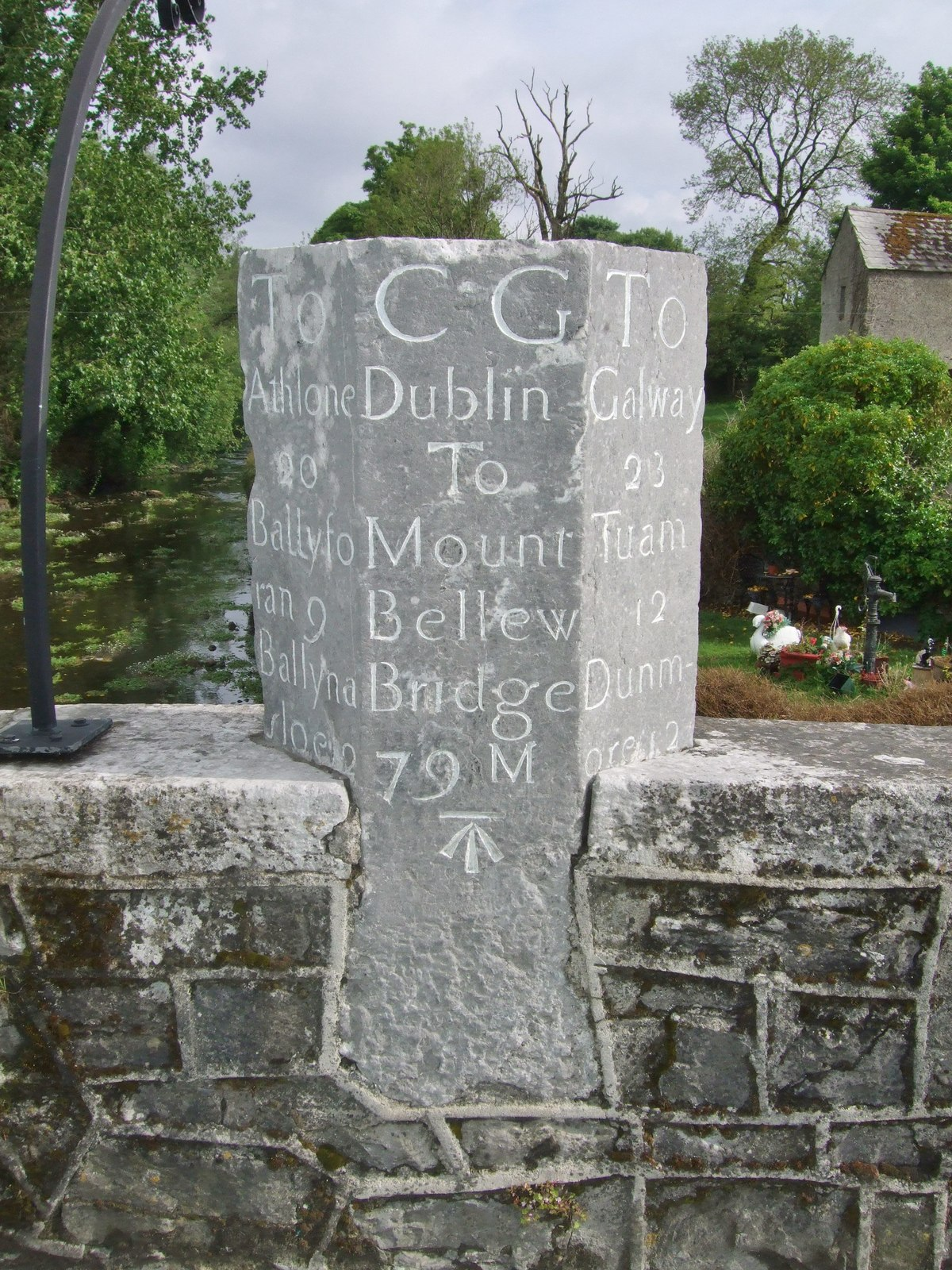
Borne routière de Mountbellew.
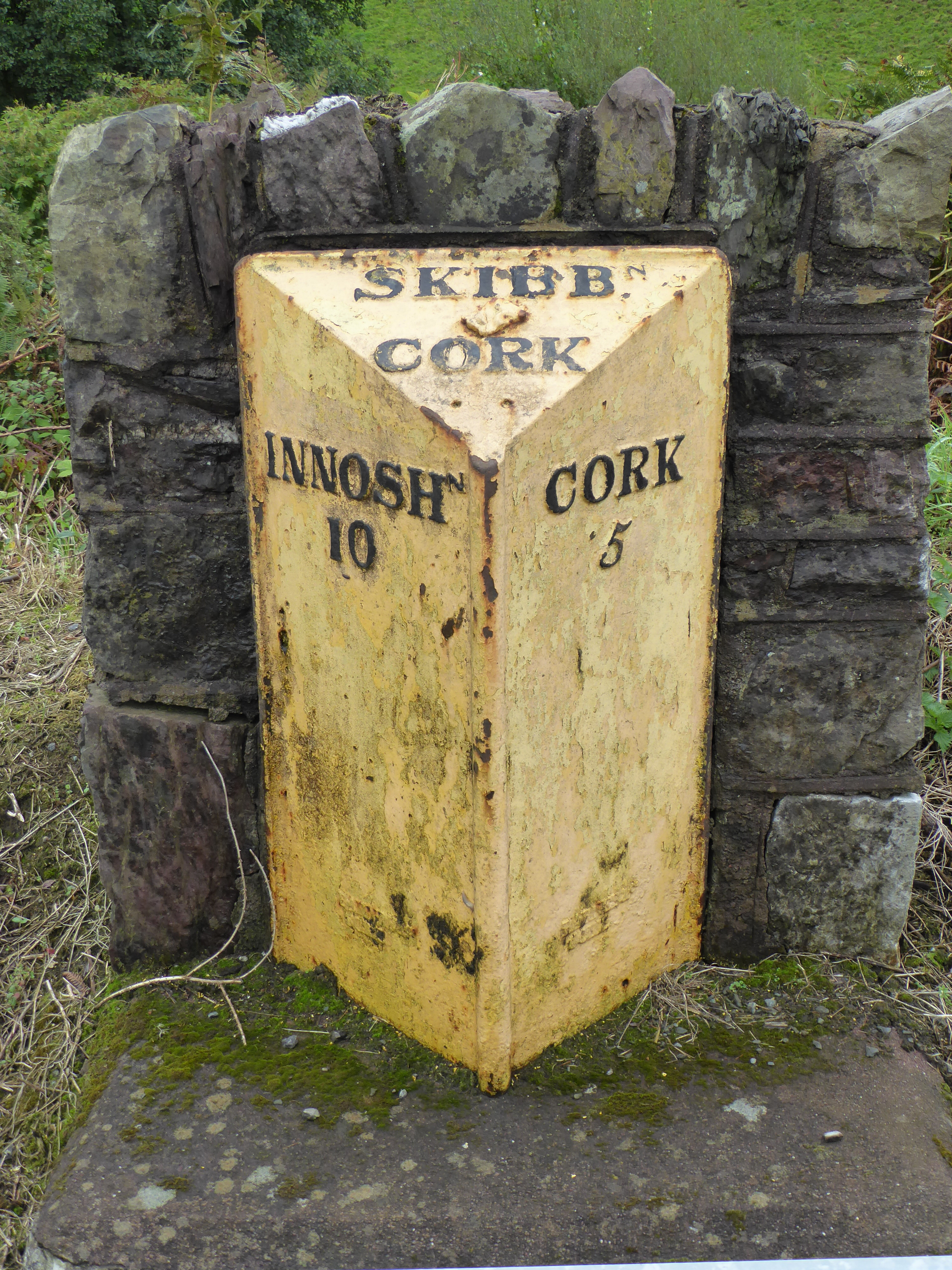
Borne routière en fonte sur la route de Cork à Skibbereen

### Au Japon

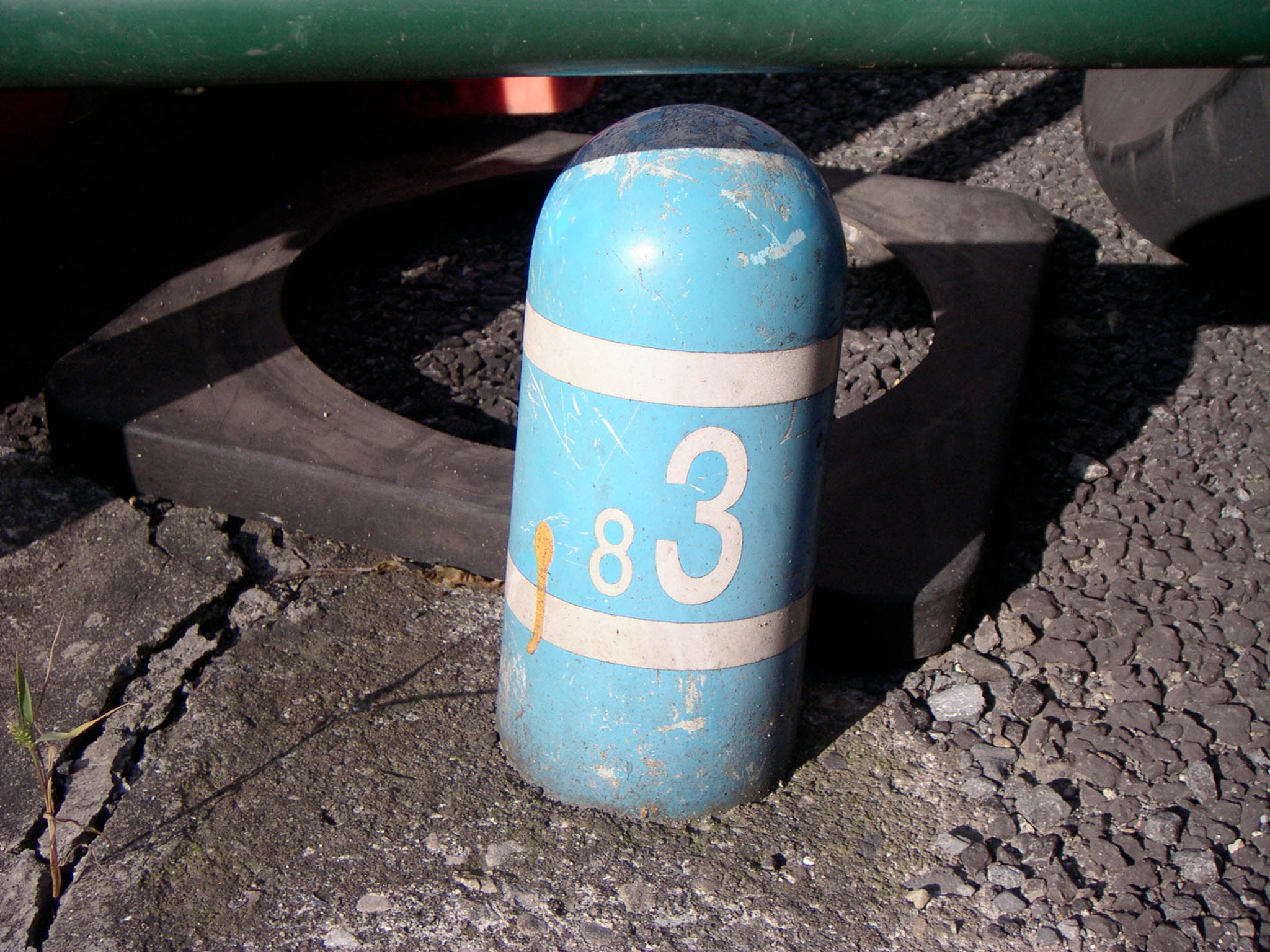
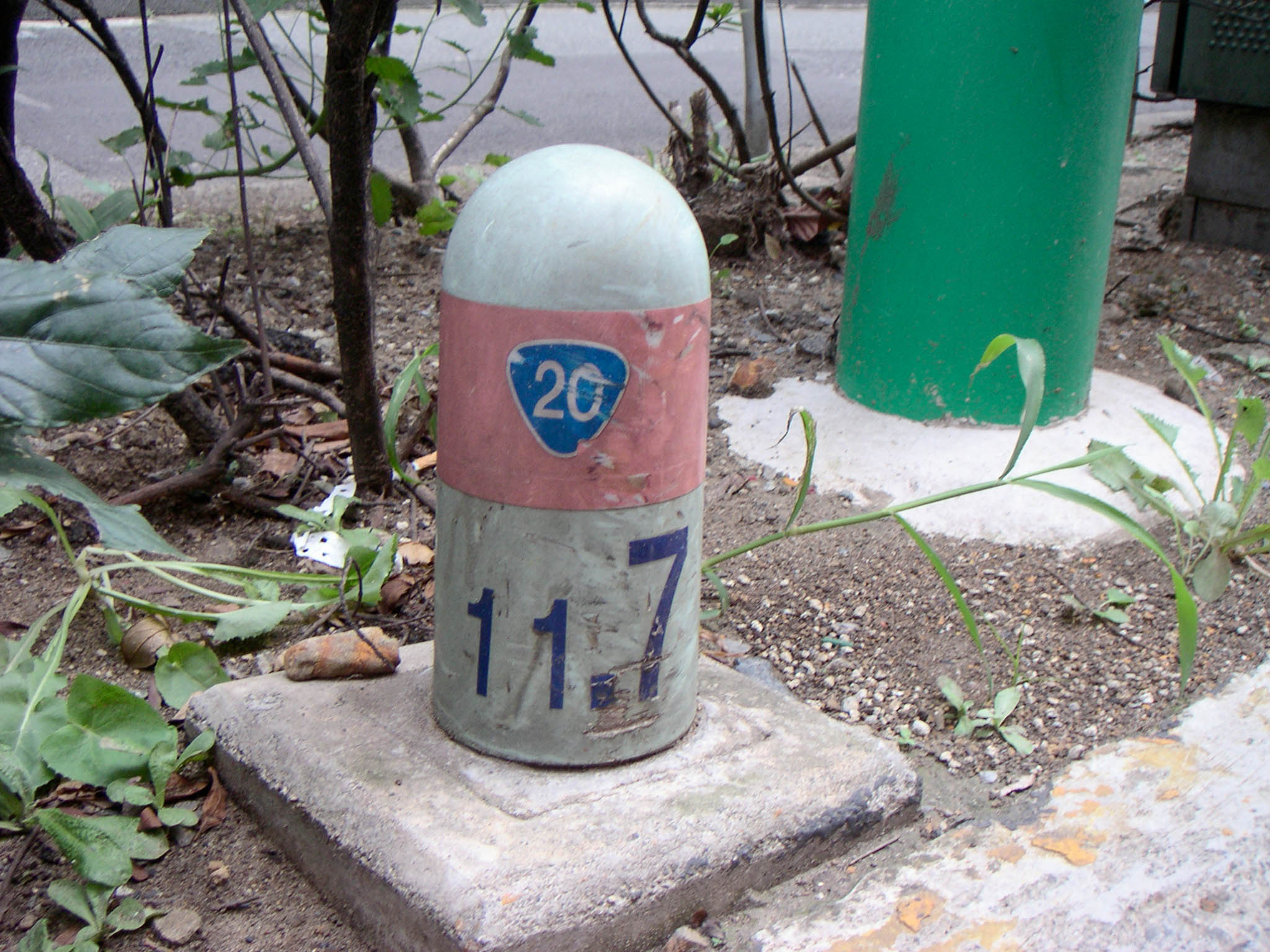
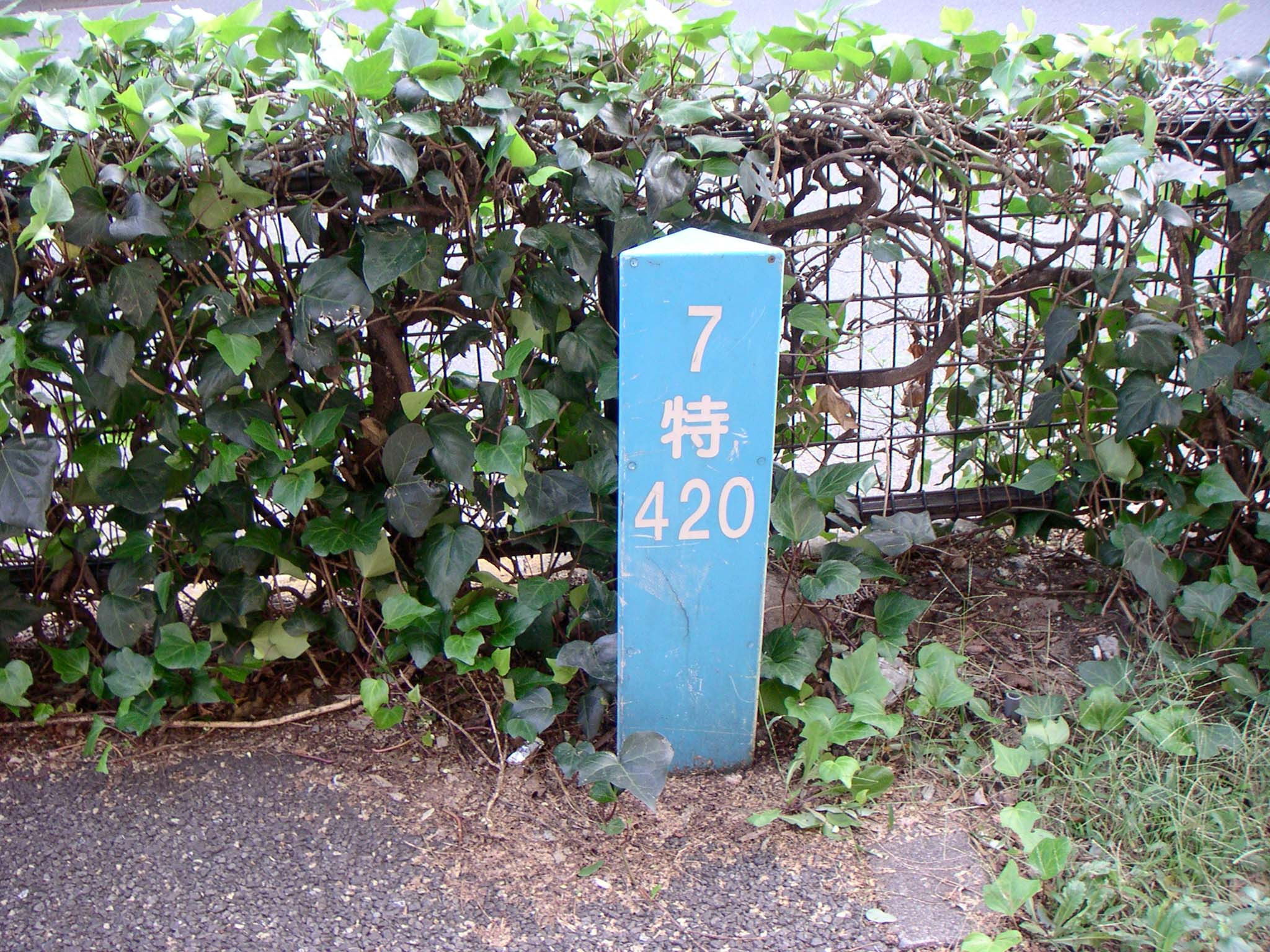

### En Pologne

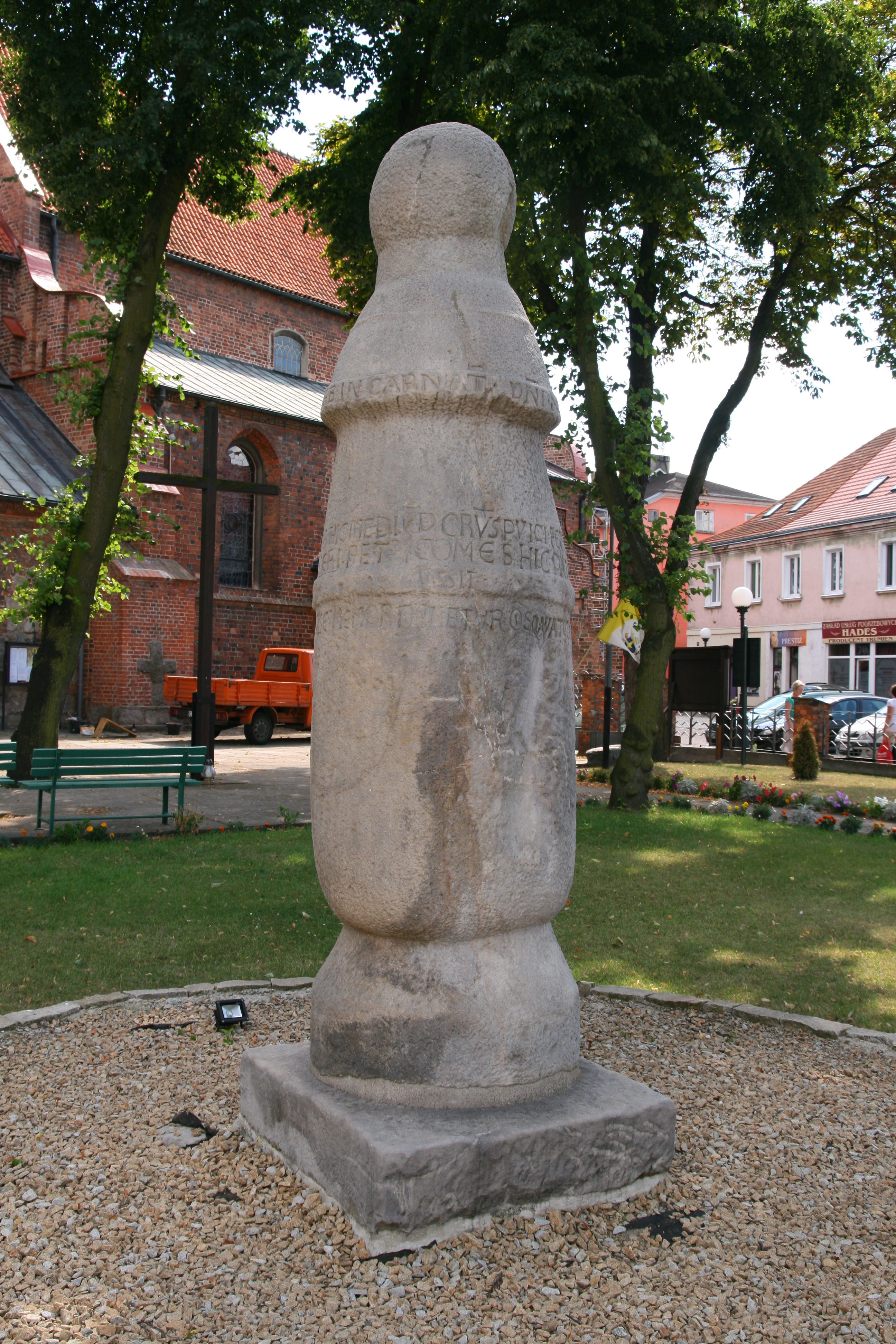
Borne routière de Konin datée de 1151

### En Suisse

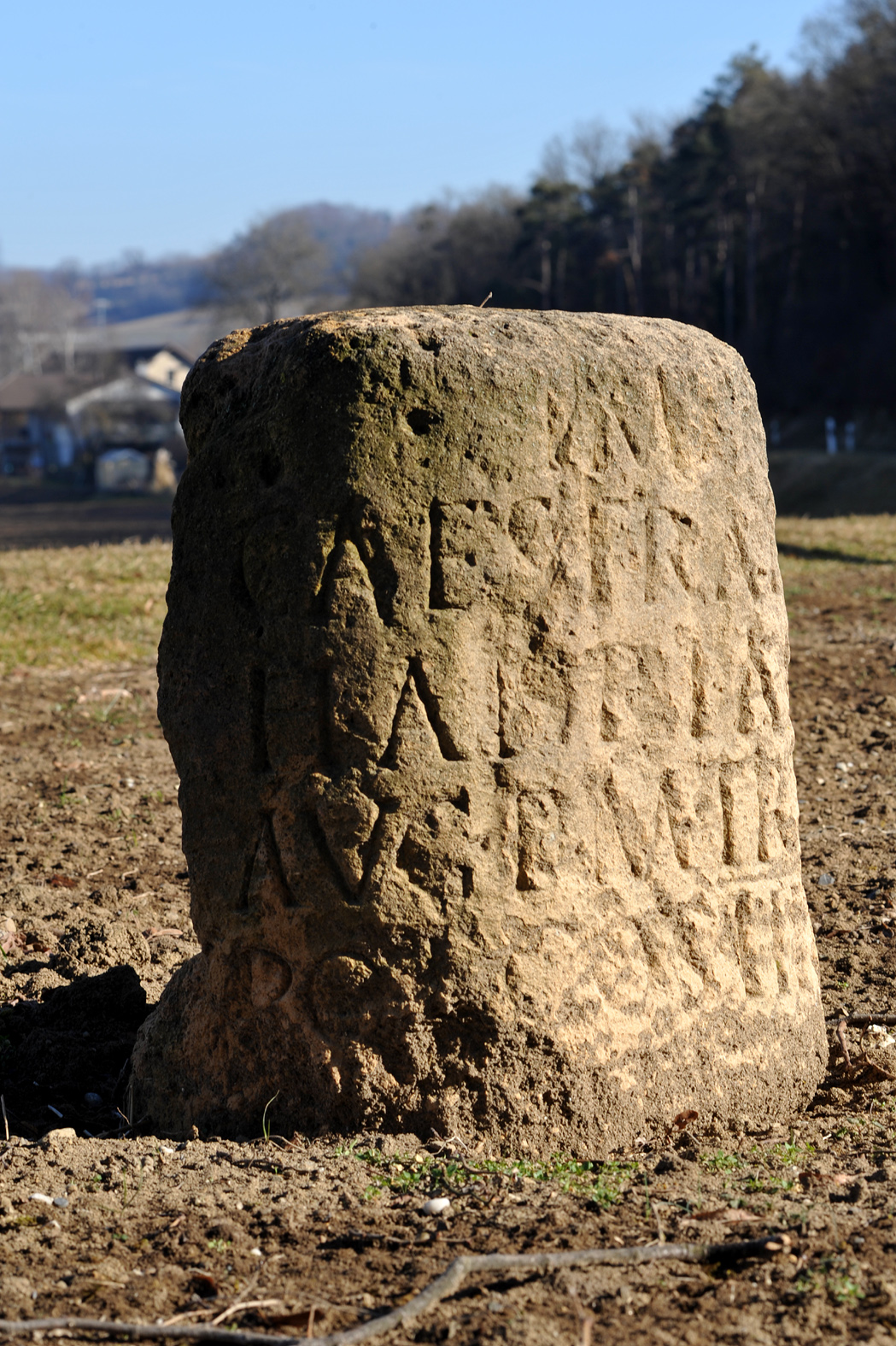
Reproduction d'une borne milliaire romaine datée d'entre 128 et 138 ap. J.-C. à Orny dans le canton de Vaud.
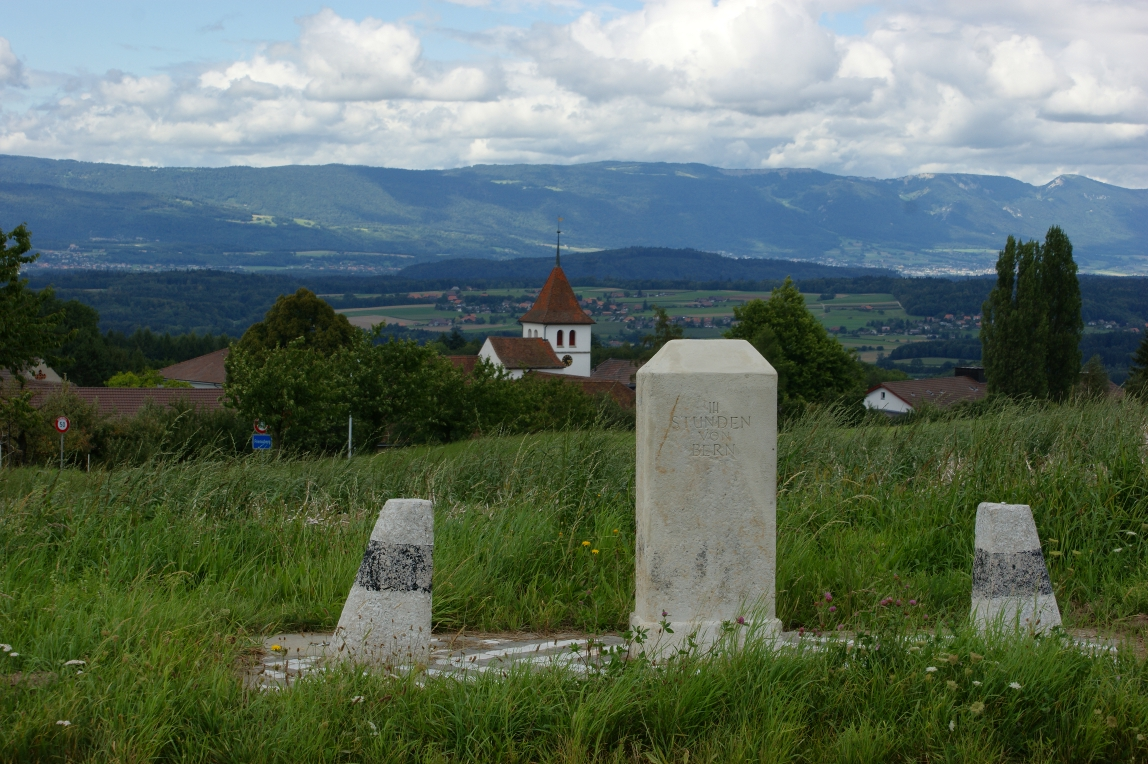
Borne Trois heures de Berne à Frienisberg (III Stunden vor Bern).
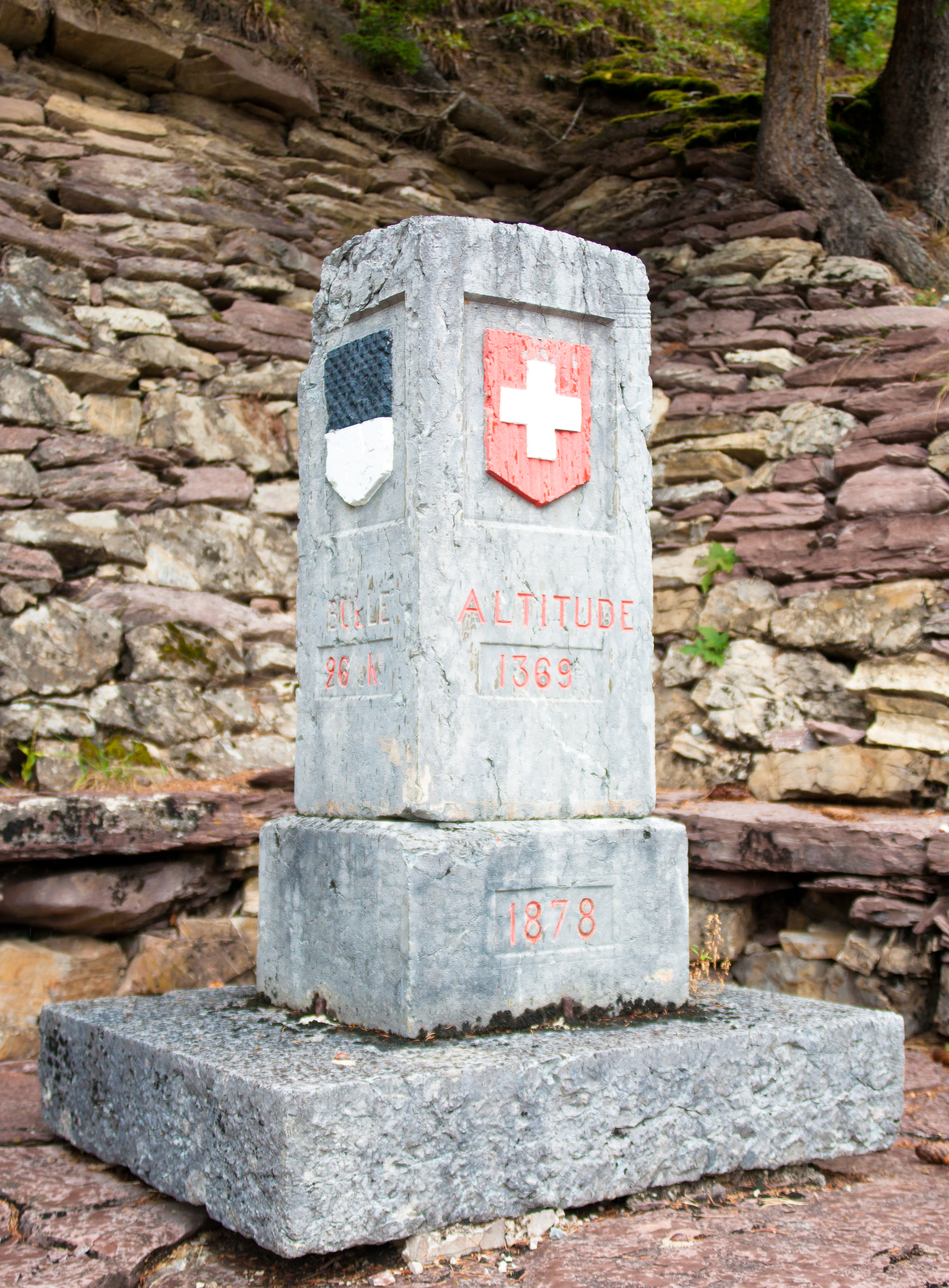
Borne frontière et routière entre les cantons de Berne et de Fribourg sur le versant ouest du col du Jaun (Bulle à 26 km).
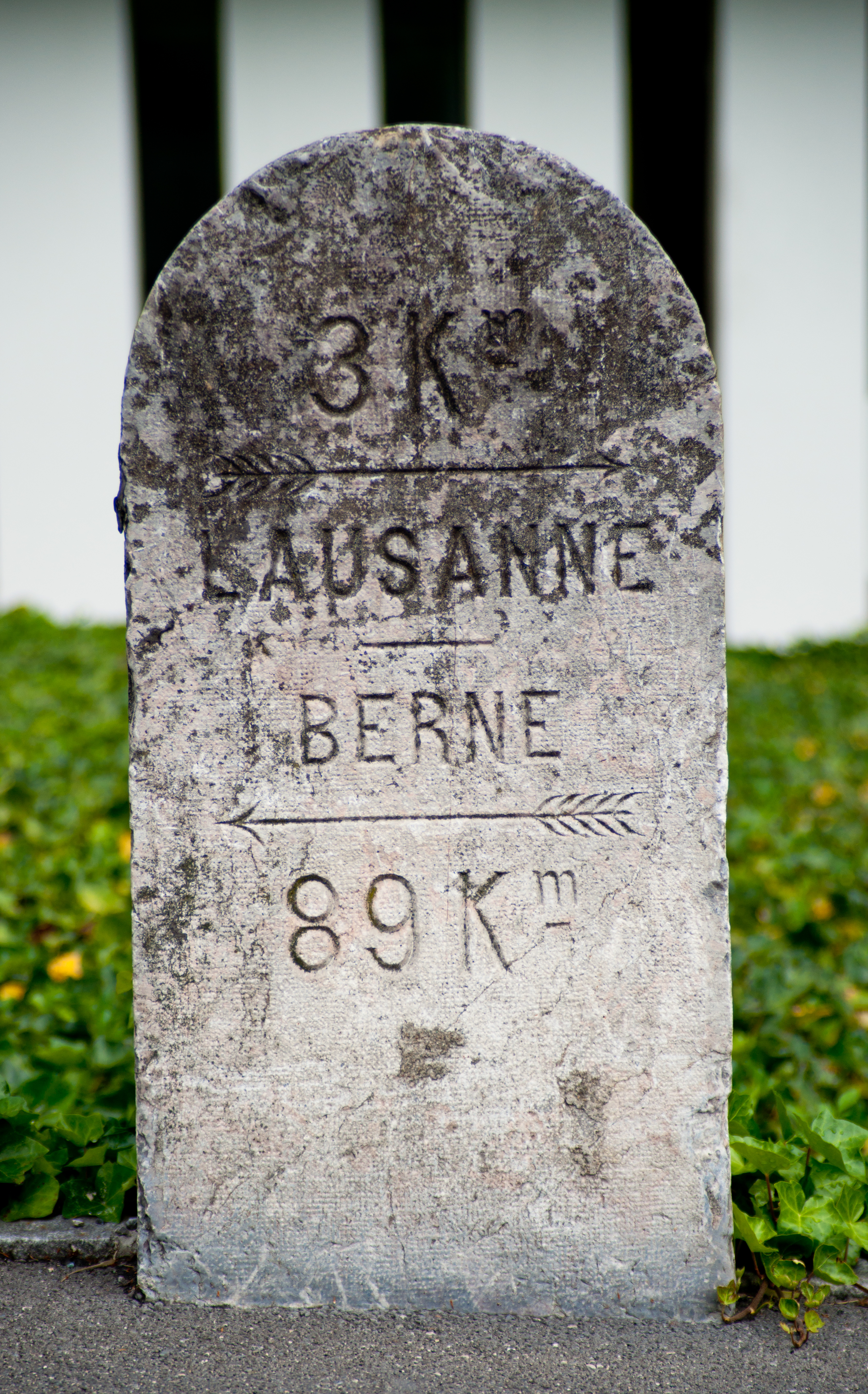
Borne sur la route cantonale Lausanne - Berne à Lausanne.
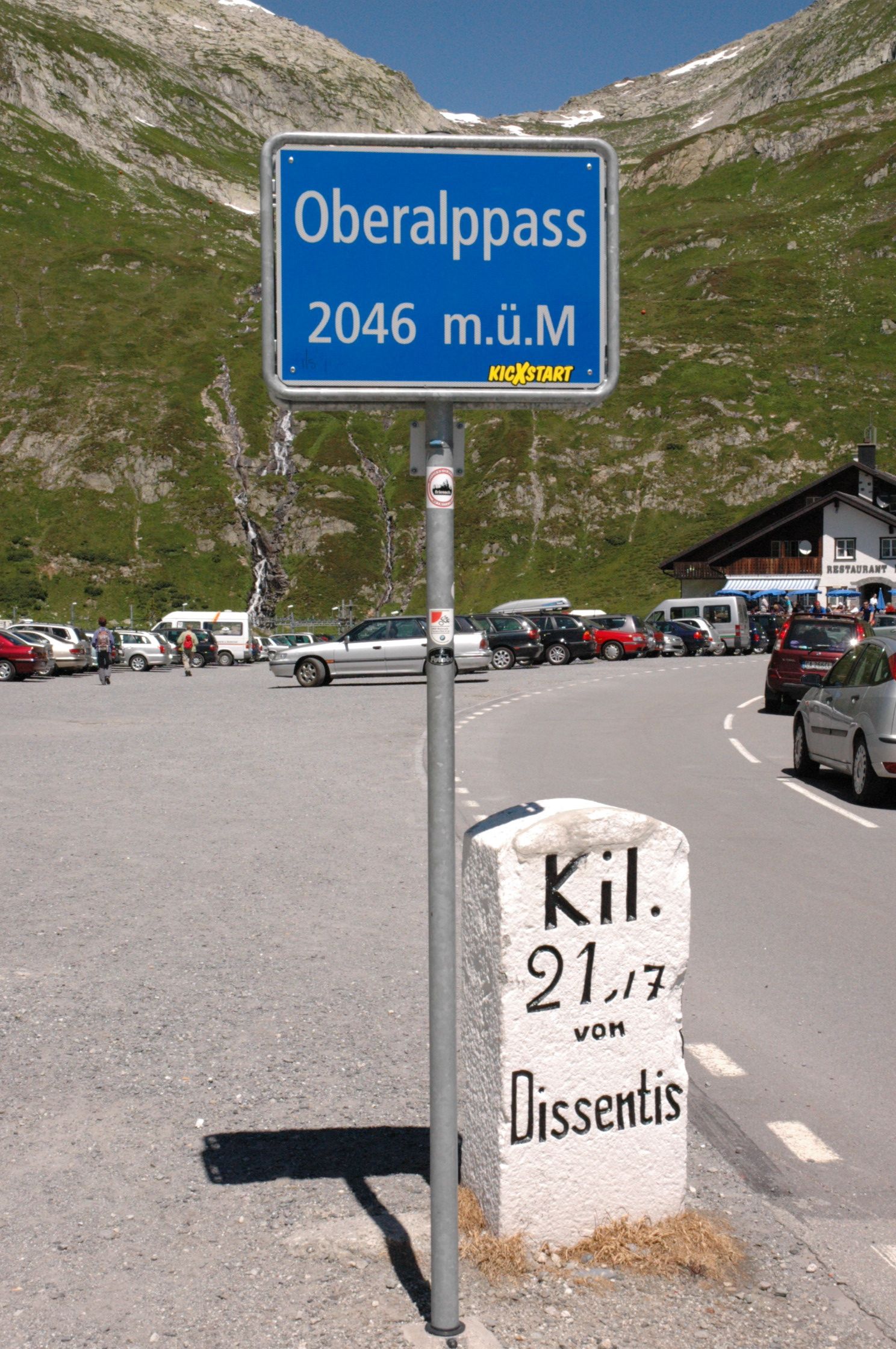
Borne routière au col de l'Oberalp.